# マールバッハ・アム・ネッカー

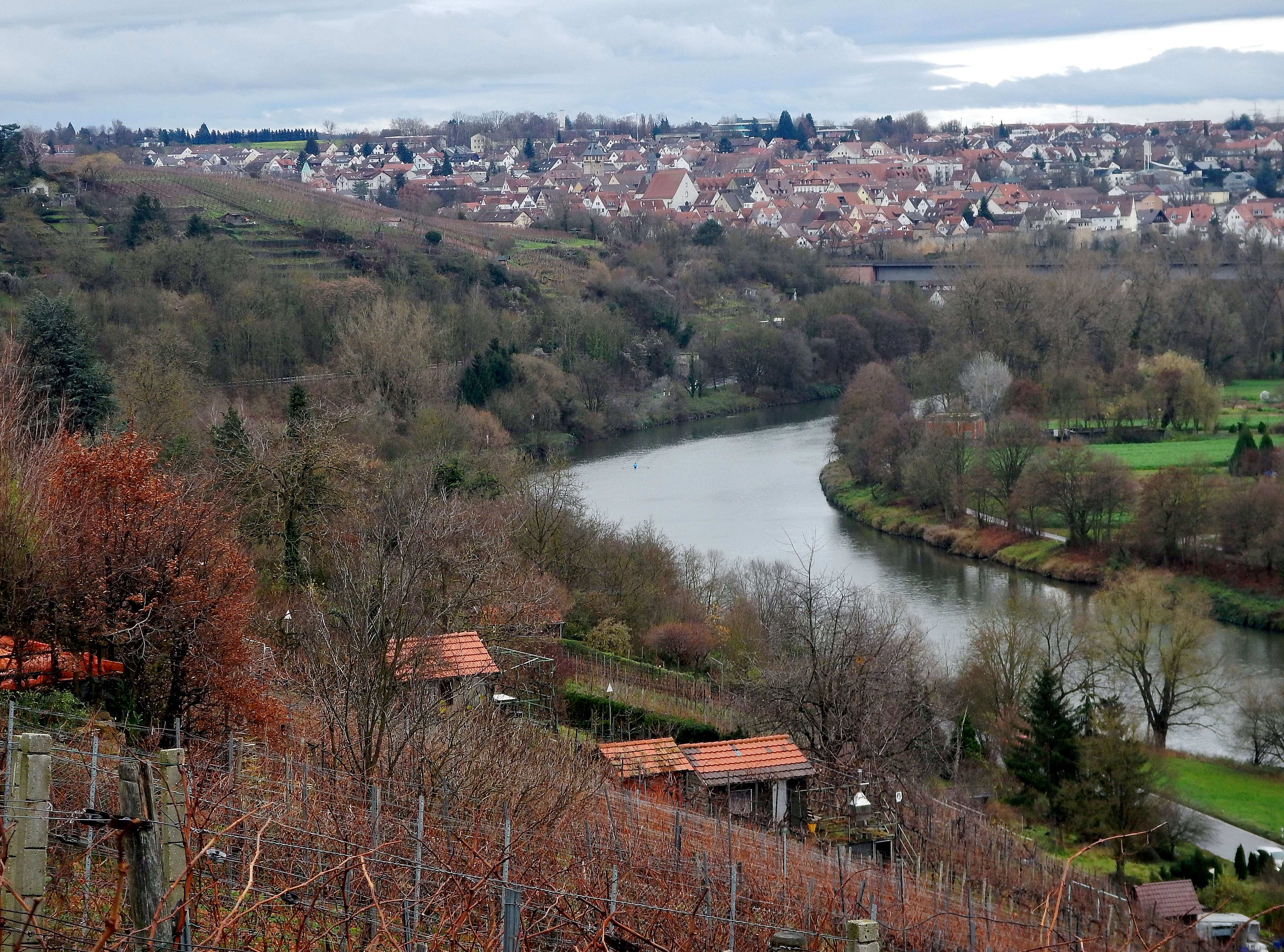
北西側から遠望したマールバッハ旧市街

マールバッハ・アム・ネッカー (ドイツ語: Marbach am Neckar, ドイツ語発音: [ˈmarbax am ˈnɛkar]) はドイツ連邦共和国バーデン＝ヴュルテンベルク州ルートヴィヒスブルク郡に属す都市である。この街はシュトゥットガルトの北約 20 km に位置しており、シュトゥットガルト地域（1992年まではミットレラー・ネッカー地域）およびシュトゥットガルト大都市圏周縁地域に含まれる。マールバッハはフリードリヒ・シラーの出身地として知られており、シラー国立博物館、ドイツ文学アーカイブ、近代文学博物館の所在地である。

## 地理

### 位置
マールバッハは、ネッカー川蛇行部の東岸、2つの深い切れ込みが穿たれた攻撃斜面に位置している。2つの切れ込みのうち、北側には現在ではほとんど暗渠となっているシュトレンツェルバッハ川、南側にはアイヒグラーベン川が流れている。マールバッハの旧市街は、ネッカー川からは約 30 m の高さがあるシュトレンツェルバッハ川の谷の南斜面に位置している。これに対して新しい住宅地や産業用地は、北東、東、南の斜面に点在している。さらに南のアイヒグラーベン川の谷によって隔てられた地域には人口約1,600人のヘルンレ住宅地が存在する。シュトレンツェルバッハ川によって形成された谷は、この街のやや北側でネッカー川に注ぐムル川の蛇行をショートカットしており、マールバッハとその周辺地域にとって重要な交通路となっている。リーリングスハウゼン近郊のハルトヴァルト内にある無人の飛び地は、シュヴァーベン＝フランケンの森に含まれる。

### 市の構成
中核市区に接する周辺地区の他に、南西のマールバッハ発電所に至るネッカー川沿いの細長い土地もマールバッハの市域に属している。
さらに3箇所の飛地も本市の市域に含まれる。そのうち2箇所はリーリングスハウゼン地区とジーゲルハウゼン地区である。3つめの飛地は、リーリングスハウゼン北東のハルトヴァルト内にある無人の土地である。これは本体部分にはほとんど森のない本市において、森林の大部分を占めている。
リーリングスハウゼンは、マールバッハの北東約 5 km に位置する人口約 2,400人の地区で、ムル川とハルトヴァルトの間の高台にある。ここからさらに 1.5 km 北に位置するヒンタービルケンホーフ小集落もこの地区に含まれる。この地区は多くの小川によって形成されているが、いずれの川もムル川に注いでいる。地区の中心はヴァイデンバッハの窪地にあり、カイザーバッハがリーリングスハウゼンとヒンタービルケンホーフとの間の谷を形成している。東の地区境はアイヒバッハが形成しているが、この川は途中でドリーネの中に姿を消す。地区の南東をズルツバッハ川が流れている。この川は1970年代の河川改良工事で直線化されたが、1980年代に再度自然化がなされた。この措置は1991年にシュヴァーベン郷土連合の文化景観賞を受賞した。
人口約30人の小さな集落ジーゲルハウゼンは、中核市区から南東に約 5 km のアファルターバッハとホーホドルフとの街道近くのシュトルムバッハ川（アプフェルバッハ川とも呼ばれる）沿いにある。

### 地質学
ネッカー川とムル川の谷はムシェルカルク後期の地層に刻まれているが、高い土地はレッテンコイパーおよびギプスコイパーで形成されている。横谷は、谷の形状の変化によって、コイパーからムシェルカルクへの移行が顕著に示されている: アイヒグラーベン川、ヴァイデンバッハ川およびアイヒバッハ川は上流部では窪地状の谷を形成しており、下流部ではV字谷となっている。例外はズルツバッハの谷である。この谷は、ムル川をはさんで反対側を流れるシュトレンツェルバッハの谷とともにネッカー＝ヤークスト地溝と呼ばれる長く伸びた断層となっており、その中に地層が沈み込んでいる、ズルツバッハ川はムル川に合流するまで終始コイパー地層を流れている。

### 土地利用
| 土地用途別面積     | 面積 (km2) | 占有率 |
| ------------------ | ---------- | ------ |
| 住宅地および空き地 | 1.55       | 8.6 %  |
| 産業用地           | 0.56       | 3.1 %  |
| レジャー用地       | 0.22       | 1.2 %  |
| 交通用地           | 1.62       | 9.0 %  |
| 農業用地           | 10.12      | 56.0 % |
| 森林               | 2.81       | 15.6 % |
| 水域               | 0.29       | 1.6 %  |
| その他の用地       | 0.89       | 4.9 %  |
| 合計               | 18.06      |        |

州統計局の2018年12月31日現在のデータによる。

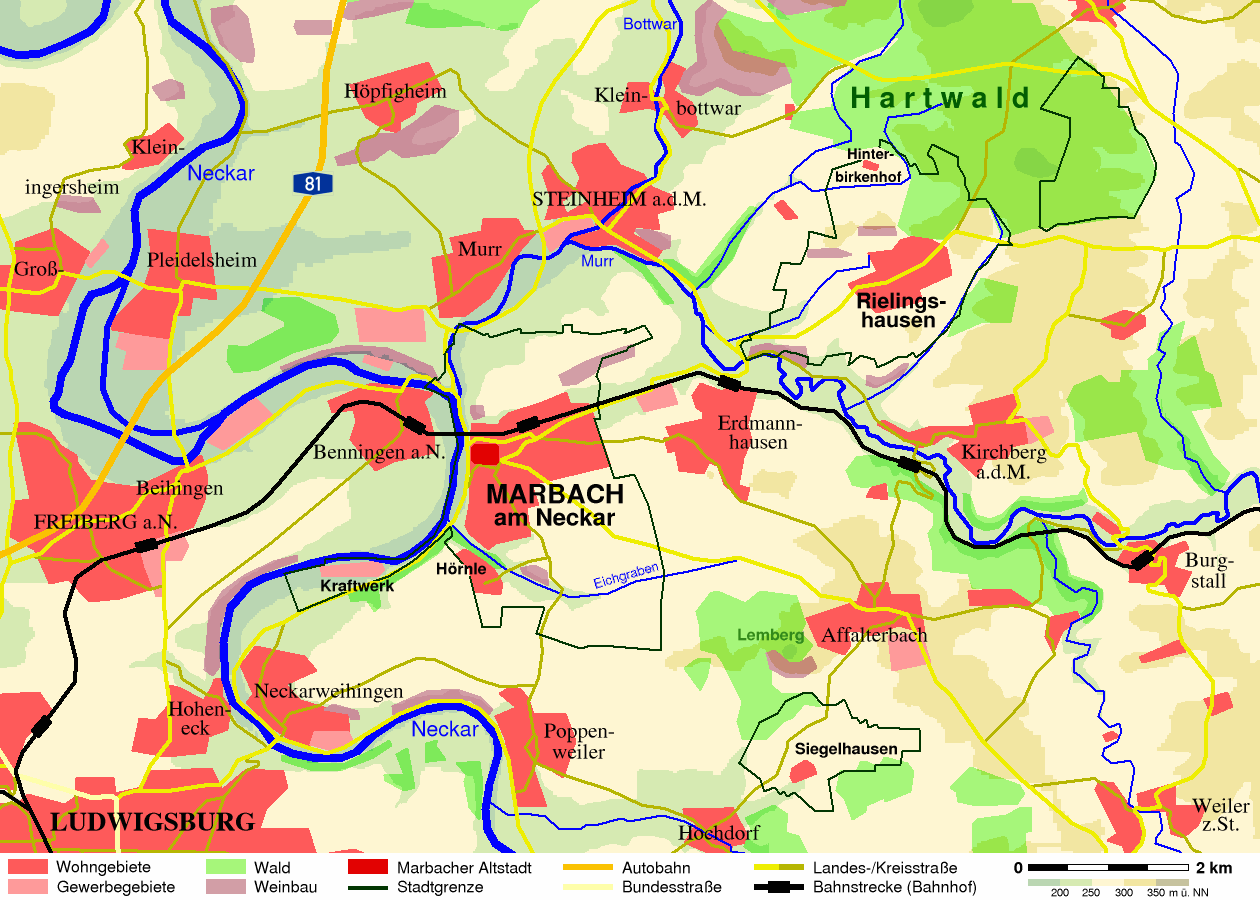
マールバッハ周辺地図

### 隣接する市町村
マールバッハのネッカー川をはさんで西側、斜め向かい側に位置するのがベニンゲン・アム・ネッカーである。北に隣接する隣町は、ムルおよびシュタインハイム・アン・デア・ムルである。東はエルトマンハウゼンで、さらに南東のアファルターバッハに至る街道も通っている。南と南西には、ルートヴィヒスブルクのポッペンヴァイラー地区とネッカーヴァイインゲン地区がある。
リーリングハウゼン地区からは、南西のエルトマンハウゼン、北のアスパハのクラインアスパハ地区、東のグロースアスパハ地区に街道が通じている。西に位置するシュタインハイムと南東に位置するキルヒベルク・アン・デア・ムルへ直接通じる道路はなく、他の集落を経由する必要がある。
ジーゲルハウゼンに隣接する市町村は、北はアファルターバッハ、南西はホーホドルフ、南東はビッテンフェルトである。

## 歴史
マールバッハはおそらくフランク王国の王領として700年頃に建設された。初めて文献に登場するのは972年である。現在の旧市街は、古い入植地中止部の南西に位置する高台に12世紀後期に成立した。1302年頃にヴュルテンベルク領となり、アムトの所在地となった（後のオーバーアムト・マールバッハ）。この街は15世紀の短いプファルツ選帝侯時代を除いて、ヴュルテンベルクの最重要都市の1つであり続けた。プファルツ継承戦争の際、1693年にフランス軍によって、街の大部分が焼き払われた。この事件と、宮廷都市ルートヴィヒスブルクの建設により、マールバッハはその重要性を喪失した。1759年、詩人フリードリヒ・シラーがマールバッハで誕生した。彼の死後、マールバッハはシラー崇拝の中心地となった。現在この街に彼の生家、シラー国立博物館、ドイツ文学アーカイブ、近代文学博物館がある。1938年にマールバッハ郡が廃止され、マールバッハは行政都市としての機能を失った。1972年、リーリングスハウゼンがこの街に合併した。ジーゲルハウゼンは早くも1828年にこの街に合併していた。

### 先史時代、古代
新石器時代からネッカー盆地にヒトが定住し、原生林の開墾を始めた。マールバッハにおけるヒトの定住の痕跡は、紀元前6世紀から証明されている。
85年にネッカー川はローマ帝国の国境となった。現在のマールバッハ市の対岸にあたる、現在のベニンゲンに城砦が建設された。年輪年代学の手法を援用して、港湾施設の木材は早ければ107年（±10年）に切り倒されたことが確定した。150年頃にはネッカー川右岸地域もローマ帝国に編入され、さらに 25 km 東のムルハルトに城砦が築かれ、ベニンゲンとムルハルトとの間にローマ街道が建設された。この街道は、おおむね現在の鉄道のルートと同じ、マールバッハの谷底を通っており、ネッカー川を渡る橋が架けられていた（現在の鉄道橋梁の北側）。城砦の周囲に vicus murrensis と呼ばれる市民の集落が形成され、マールバッハ市内から数多くの農場の痕跡が発掘されている。

### アレマン人とフランク人の時代
アレマン人の土地取得は260年頃になされた。5世紀から6世紀への変わり目頃にアレマン人はクローヴィス1世に率いられたフランク人に征服され、南に追いやられた。マールバッハ周辺を含む北部バーデン＝ヴュルテンベルクはフランク人の定住地となった。マールバッハは改めて国境の集落となったが、今度の国境は東西に延びるものであった。ゼルツバッハ川、ムルク川、オース川に沿って、ノルトシュヴァルツヴァルトを越えてエンゲルベルクに至ってた。エンゲルベルクは、アスペルク、レムベルク、ハクベルクと同様に、歴然としたフランク側の国境であった。集落名の Mar(k)bach は Mark（国境）に由来するものである。
マールバッハ市内に7世紀までの永続的な集落の存在を示す証拠はなく、マールバッハの古代に関する文献史料も遺されていない。考古学的な発掘と、-bach で終わる地名から、マールバッハは700年頃に王領として建設されたと推測されている。それはアレクサンダー教会近くのシュトレンツェルバッハ川（現在はボットヴァールタール通りの下の暗渠となっている）の北側にあった。この建設が、ゴットフリート公の下でのアレマン人とフランク人との対立再燃に関係していると考えられる。ローマ時代のインフラ（城砦、街道、橋梁）はベニンゲン＝マールバッハ地域にとって、カンシュタット近郊のアレマン公に対するフランク人の対抗拠点としての理想的な条件となった。ヴォルムスからバイエルン方面への軍事道路もこの王領近くを通っていた。
王領の周囲の古くからある村落はこの王領に従属していた。マールバッハは、古代から行政中心としての機能を有しており、20世紀になるまでこれを保持し続けた。アレマン公国（746年）とバイエルン公国（788年）は最終的にフランク王国に組み込まれ、フランク＝アレマン「国境」(Mark) は不要となったが、シュパイアー司教区の南の境界は宗教改革まで保持された。王領の重要性は失われ、ネッカー川の橋は崩落し、再建されることはなかった。周辺の村落の所有者は、次第にロルシュ修道院に寄進をしていった。

### 10世紀から13世紀までの支配者の変遷
マールバッハの文献上の最初の記述は972年の寄進状でなされた。この寄進状は、Wolvald という司祭が彼の農場 (curtis) とそれに付属する財産のすべてを（フランクの）シュパイアー司教に移譲するという内容のものである。1009年にハインリヒ2世は、明らかに以前から存在していたマールバッハの市場開催権を確認し、貨幣鋳造所の開設を許可した。
その後数世紀の所領関係を示す文献証拠は遺されていない。1282年にマールバッハ住民が初めて Bürger（市民）と呼ばれており、それ以前に都市建設がなされたはずである。古くからの解釈によれば、この集落は古くからヴュルテンベルク伯領に属しており、1250年頃に市に昇格した、とされていた。しかし、現在の都市史の記述によれば、マールバッハは1100年頃の叙任権闘争に伴って、当時ネッカー川およびムル川流域に統治の拠点を置いていたバーデン辺境伯領に編入された。12世紀末にシュトレンツェルバッハ川の南の高台に領主館を有する市場町が形成され、これが現在の都市の祖型となった。
13世紀半ばにバーデン辺境伯はネッカー＝ムル地域から撤退し、グリューニンゲン伯ハルトマン2世およびハルトマン3世が主導的な役割を担った。当時マールバッハの領主館は城砦（マールバッハ城）に強化され、おそらく都市建設も始まっていた。その後1280年にハルマン3世が男系相続者のないまま死亡し、マールバッハの一部はレーエンとしてツヴァイブリュッケン伯ヴァルラム1世に委託され、別の一部は相続領としてベアトリクス・フォン・グリューニンゲンから夫のテック公ヘルマン1世のものとなった。テック伯は資金不足のためにこの街をヴュルテンベルク伯エーバーハルト高貴伯に売却した。エーバーハルト伯は、血縁関係にあったグリューニンゲン伯の旧領をヴュルテンベルク家の手中に取り戻して、かつての地位を回復しようと躍起になっていた。

### ヴュルテンベルク家の統治下
エーバーハルト伯は、その拡張政策のために皇帝ハインリヒ7世と対立した。ヴュルテンベルクに対する帝国戦争でマールバッハは1311年に破壊され、帝国都市エスリンゲンの下位に従属させられた。しかし、早くも1316年には、エーバーハルトはその所領を回復することに成功した。城と都市は再建された。
ヴュルテンベルクの統治下でマールバッハは、1380年に初めて記録されているアムトの所在地であり、マルクグレーニンゲンとともにネッカー盆地の主導的都市の1つとなっていた。ヴュルテンベルク伯はしばしばマールバッハに滞在した。1405年マインツ大司教ヨハン2世の尽力で、本市においてマールバッハ同盟が締結された。これはローマ王ループレヒトに対抗する南西ドイツ諸侯と帝国都市の同盟であった。

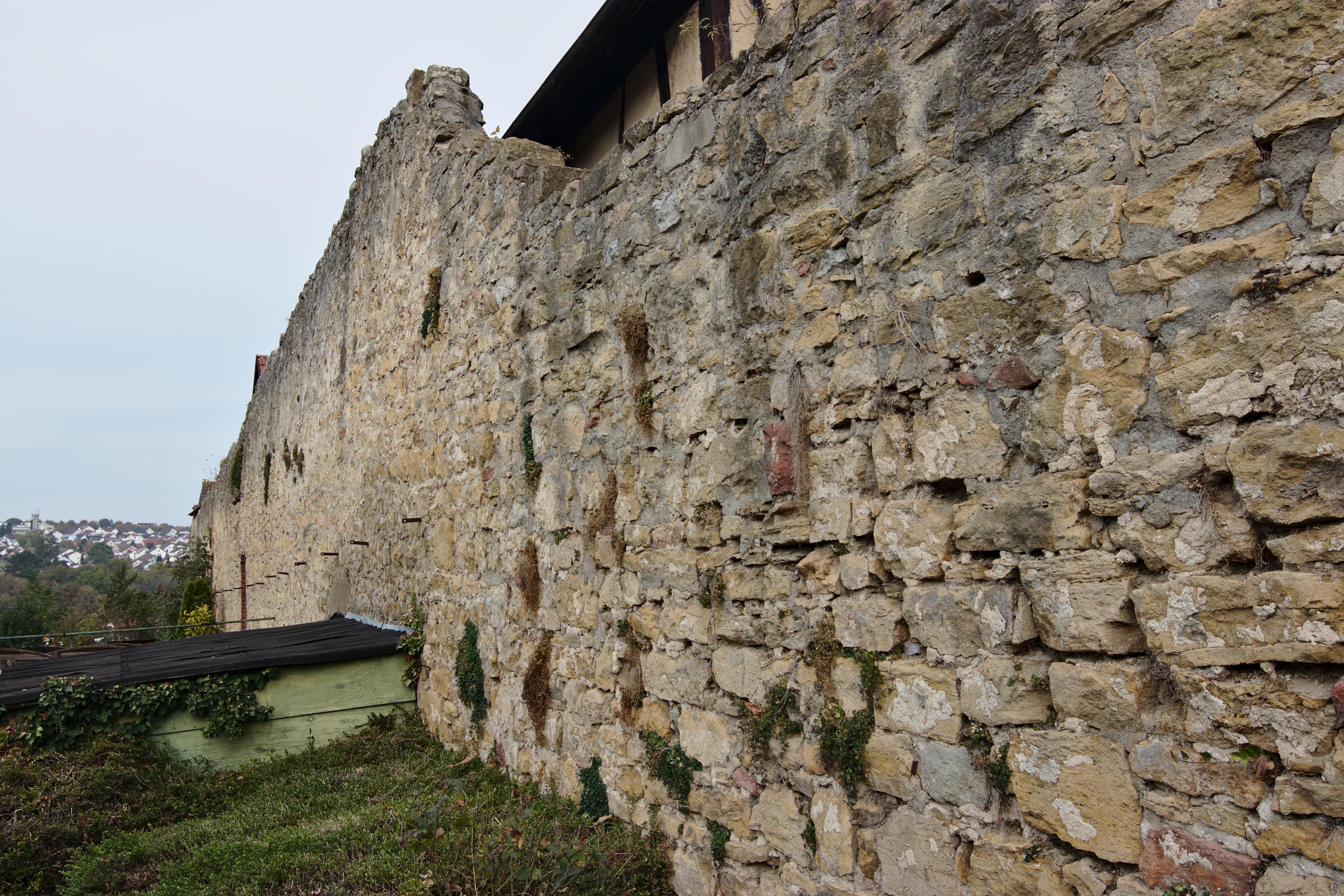
現存するマールバッハの市壁の一部（南側）

当時この街はかなり裕福であった。領主やその宮廷管理人の依頼による手工業で利益を得ていた。この他に耕作やワイン造りが、約1,200人の住民の主要な収入源であった。マールバッハのラテン語学校は1392年からその存在が証明されている。この学校は現在のフリードリヒ＝シラー＝ギムナジウムの原型である。1400年頃にこの街は拡張され、現在のミットレーレ・ホルダーガッセおよびウンテーレ・ホルダーガッセが市壁内に取り込まれた。城砦は城館に改築され、その防衛的性格を失った。市壁の外のシュトレンツエルバッハ川沿いに、たとえば皮なめし業などの水を必要とする手工業を営む家があり、対岸には壁に囲まれて分離された教区教会のアレクサンダー教会があった。
中世から1839年までマールバッハは、6つの別の市町村とともに、アムトの北東部にある広大な森林地域ハルトヴァルトの共同管理に加わっていた。現在、ハルトヴァルト内にマールバッハの市域が存在するのは、こうした事情に起因する。

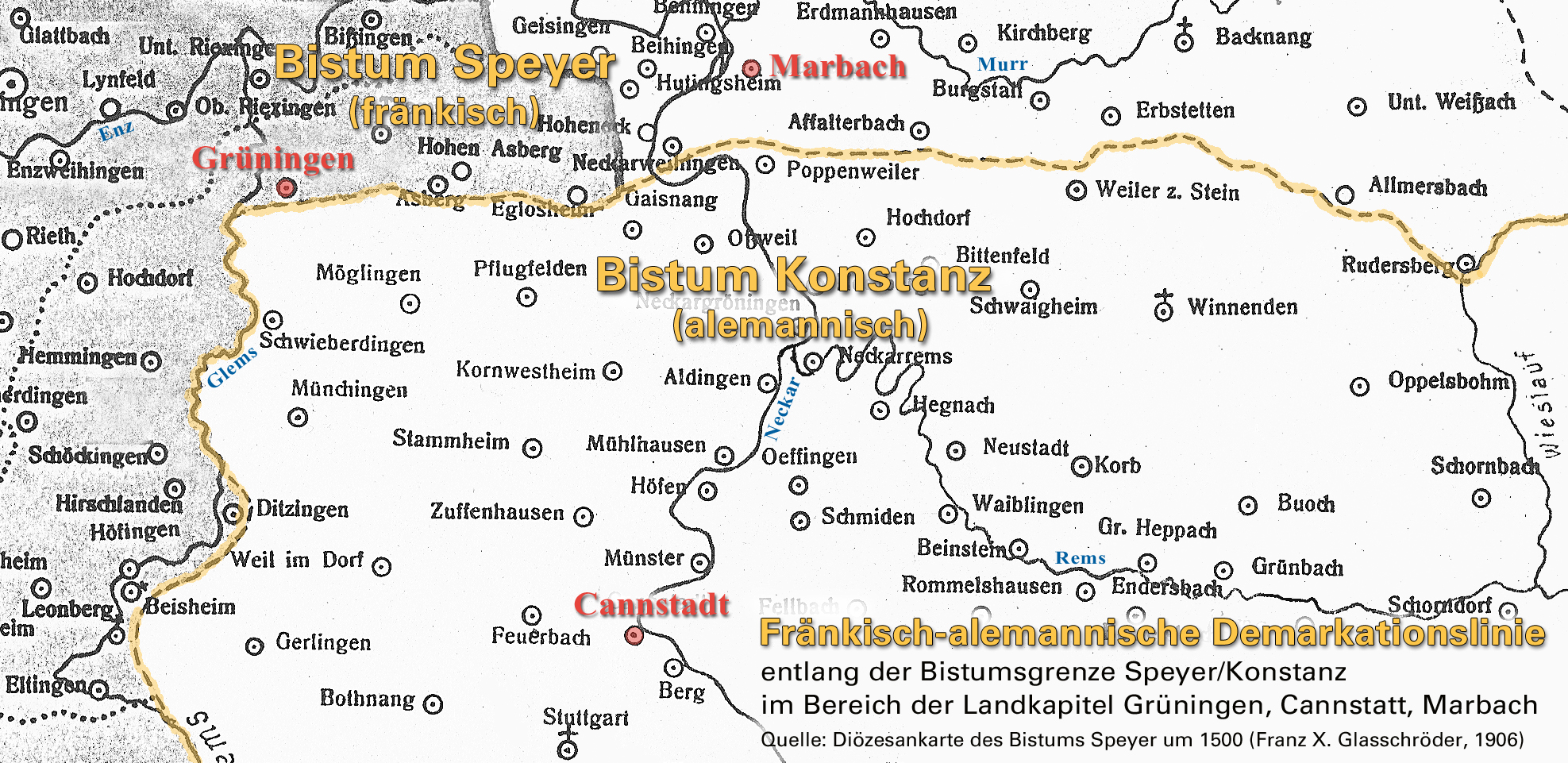
1500年頃のシュパイアー司教区（フランケン）とコンスタンツ司教区（アレマン）との境界線。画面上端中央にマールバッハ

1442年のニュルティンゲン条約による一時的なヴュルテンベルク分割により本市はウルリヒ多情伯のヴュルテンベルク＝シュトゥットガルト家に属すこととなった。この領主はしばしばマールバッハに滞在し、城館や教会を改築した。彼がマインツ大司教のフェーデでプファルツの捕虜となった際、自由を得るために、1463年にマールバッハ市とアムト・マールバッハをプファルツに割譲せざるを得なかった。1504年にランツフート継承戦争でウルリヒ公がこれを取り戻した。

### 16世紀から17世紀の動乱の時代
1514年の貧しいコンラートの運動にマールバッハ・アムトの農民たちも同調し、多くの集会が開かれた。ヴュルテンベルク・ウンターラントの14都市の代表者がマールバッハに集まり、ヴュルテンベルク公への請願リストを起草した。しかしマールバッハ住民は総じて、むしろ控えめな態度を取った。農民たちの理想を言葉にして記述したマールバッハの医師アレクサンダー・ザイツは貧しいコンラートの崩壊後、スイスに逃亡しなければならなかった。
1519年にマールバッハは（ヴュルテンベルク全土がそうであったように）シュヴァーベン同盟軍によって占領され、統治権は皇帝カール5世に移された。マールバッハはこれによりオーストリア領となった。1525年、ドイツ農民戦争では、農民の一団がこの街に侵入した。しかしフォークト（代官）は、農民たちを酔わせて、再び追い払った。それにもかかわらず反乱鎮圧後この街に罰金が科された。マールバッハ住民も反乱に参加していたためであった。1534年に領主権がヴュルテンベルク家に返還されると、宗教改革がなされた。これによりアレクサンダー教会は教区教会の地位を失った。
1546年、シュマルカルデン戦争で、マールバッハは皇帝＝スペイン軍に占領され、殺害と略奪が横行した。その後他の軍隊が行軍し、さらにウルリヒ公が皇帝に支払う賠償金の割り当てが大きかったことから、市の財政は混迷を極めた。
マールバッハのラテン語学校教師ジーモン・シュトゥーディオンが1579年から考古学的発掘を行い、ベニンゲンのローマ時代の城砦を再発見した。時代はまさにルネサンスであり、それに惹起された古代再復興熱が、マールバッハはローマ時代から建設されており、その名称 (Marbach) もローマの神であるマールス (Mars) とバッカス (Bacchus) に由来するという誤解をもたらした。

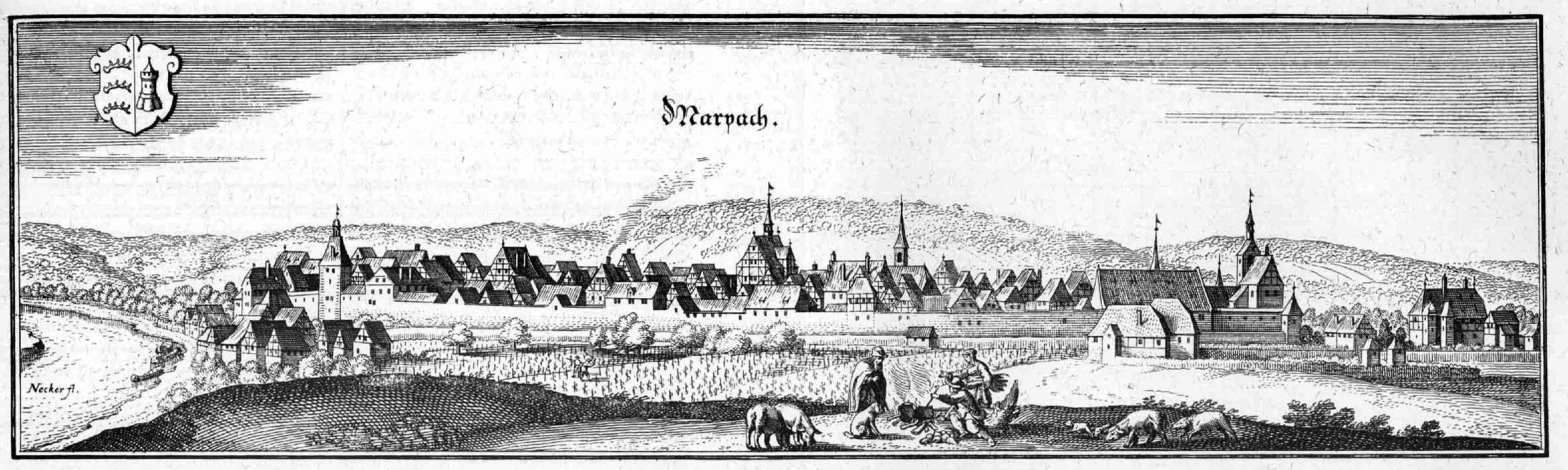
1643年に出版されたマテウス・メーリアンの銅版画に描かれたマールバッハ

1618年から1648年の三十年戦争でマールバッハとその周辺は大きな被害を受けた。戦争の前半からすでに軍隊の宿営が高い支出の原因となり、さらに疫病や1626年の凶作による飢餓が拍車をかけた。1634年のネルトリンゲンの戦いでプロテスタント側が敗れた後、皇帝側のヴュルテンベルク軍が占領し、この地方は危険な状態となった。周辺村落の住民は大部分がマールバッハの市壁内に避難したが、条件付きの安全が確保されただけであった。マールバッハは再び軍隊の宿営に苦しめられ、市と住民は勝手放題に略奪された。1634年にマールバッハで80軒の家屋が焼失し、1635年から1636年に再びペストの流行と飢餓が襲った。この街の人口は1634年から1639年までの間に1,765人から863人に減少し、アムト全体では1622年から1639年までの間に17,694人から2,271人と1/8になった。1639年から1642年は比較的平穏な時代であったが、1642年にこの街と周辺地域は再びフランス＝スウェーデン軍によって略奪され、焼き払うと脅迫された。さらに1646年まで他の軍隊の行軍が続いた。戦後、この街に移住した人々（主にスイス人）は、人口喪失を部分的に補っただけであった。

### 破壊と重要性の喪失
市とアムトが三十年戦争の結果から立ち直る前からすでにプファルツ継承戦争の影響が近づいていた。1688年にフランス軍がこの街に侵攻し、2日間にわたって略奪を行った。その後マールバッハは皇帝軍を市壁の中に入れ、世話をしなければならなかった。1693年7月末に エゼキエル・デュ・マ麾下のフランス軍がこの街に近づくと、多くの住民が逃亡した。フランスの軍勢は無防備になったこの街に入り、逃げずにいた住民に対して略奪、暴行、殺害を働いた。その後マールバッハは計画的に放火され、ほぼ完全に焼失した。アレクサンダー教会とわずかな建物（そのほとんどは市壁の外にあった）だけが破壊を免れた。逃亡した人々の一部はマールバッハに戻ってこず、戻ってきた人も一部は次の冬を越すことができなかった。家の他に蓄えもすべて失ったからであった。1692年には1,478人であった人口は、1695年には609人になっていた。
現在の旧市街の外観を形成する再興には、少なくとも10年から15年かかった。南西に位置する新たに建設された都市（市となったのは1718年）ルートヴィヒスブルクが1709年から周辺地域の新たな中心都市となった。ルートヴィヒスブルク城の建設は1704年に始まった。マールバッハはアムトの管轄地域が狭まり、中心的機能と重要性を失った。その上悪いことに、資材提供やサービス提供も競合相手の拡大を助長した。市庁舎については1763年にやっと資金が用意できた。これに対して公爵の城館は再建されなかった。

### 18世紀、19世紀の過渡期

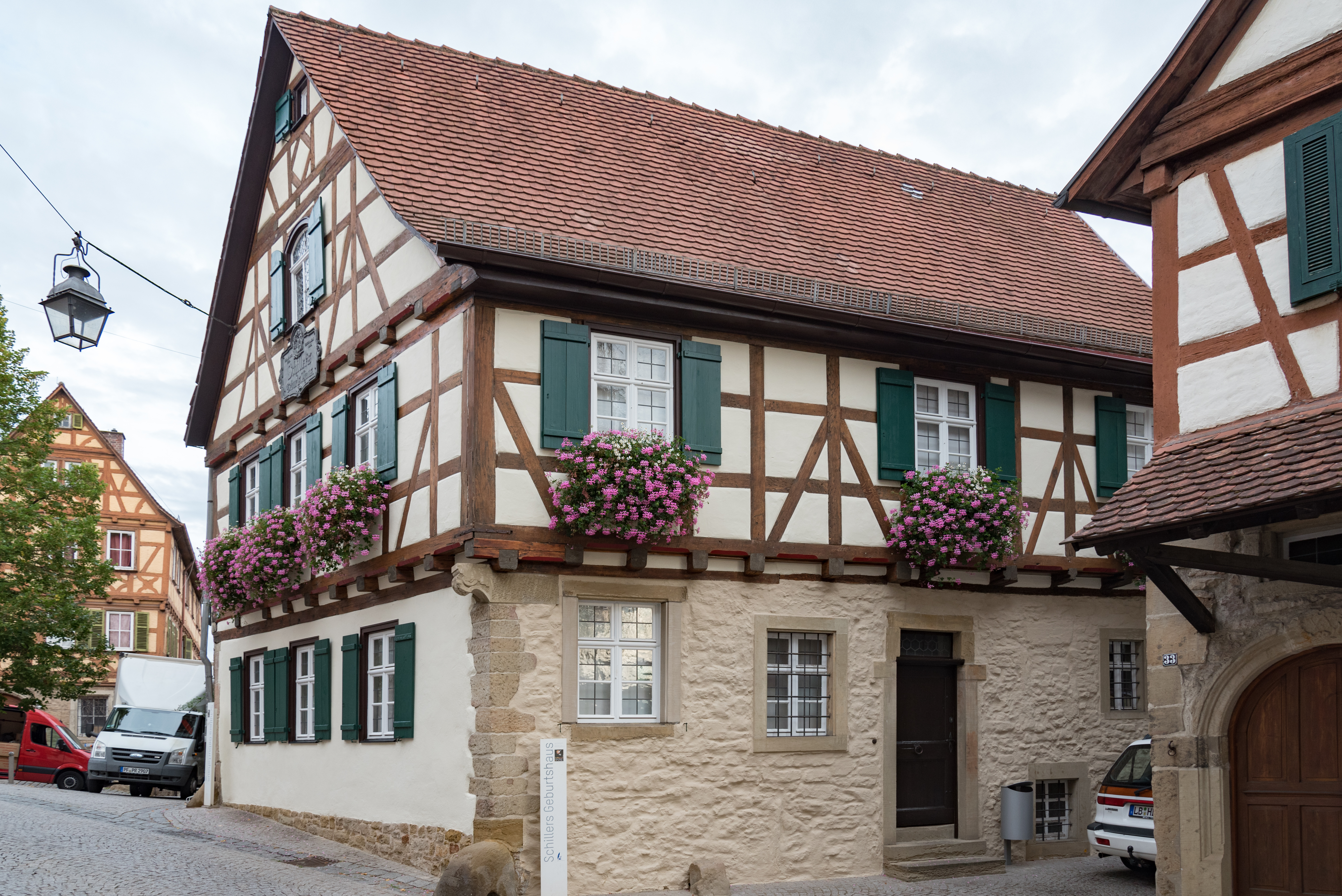
フリードリヒ・シラーの生家

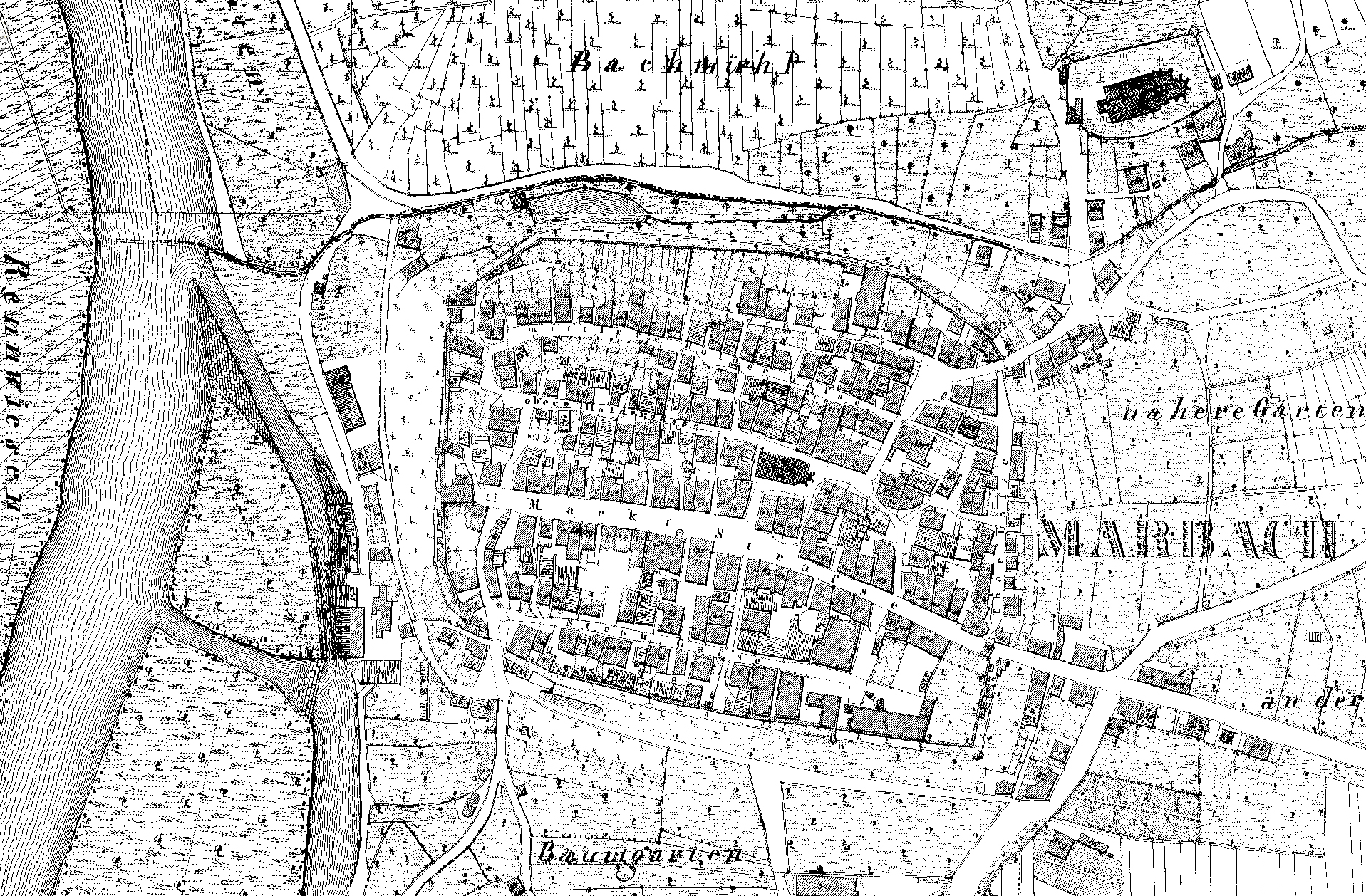
1832年のマールバッハの地図。中世そのままに市壁で護られていた。

1759年にフリードリヒ・シラーがマールバッハで誕生した。19世紀にはほとんどカルト的な崇拝の対象であったこの詩人は、その生誕地に死後も続く名声をもたらし、市の独立を保持する決定打となった。
1758年の市町村法により、それまでのアムトは「オーバーアムト」に改組され、オーバーアムト・マールバッハ（1934年に郡と改名）もその例に漏れなかった。1806年にヴュルテンベルクの新体制が成立し（これ以後はヴュルテンベルク王国となる）、1810年と1812年にアムト・ボットヴァールとアムト・バイルシュタインが北に向かって拡張していった。1816年から1817年に「夏のない年」の凶作による飢饉が起こった。この飢饉と、地方教会と敬虔主義との宗教的対立からロシアへの移住が起こった。
この頃マールバッハ市は、初めて中世の中核部の外へと拡張して行き、オーベーラー門外にフォアシュタット（市門前の集落、衛星都市）が建設された。1828年にそれまで独立した町村であったジーゲルハウゼンがマールバッハに合併した。1846年から1847年のさらなる飢餓が新たな移住をもたらした。今回はアメリカへ向かう者が多かった。移住によりマールバッハの人口は1846年から1861年までの間に 10 % 以上減少し、約2,200人となった。革命の年1848年のフランクフルト国民議会を契機に自警団が組織されたが、戦いに巻き込まれることはなかった。1871年にマールバッハを含むヴュルテンベルクはドイツ国の一部となった。

### 帝国から第二次世界大戦
ルートヴィヒスブルク建設以後、重要な交通路がマールバッハを通るようになった。1844年から建設されたヴュルテンベルク鉄道も中心的交通路の一つとなった。この街には比較的遅く1879年にバックナングとビーティヒハイムとを結ぶムル鉄道の駅が設けられた。1881年からはルートヴィヒスブルクと直接結ばれた。1894年にはさらに、ハイルブロンへ向かうボットヴァールタール鉄道の起点となった。この駅は北東の街外れにあり、小規模な工場が周囲に建設された。その中には多くの家具工場や、時には製靴工場があった。しかしマールバッハは工業都市に発展することはなく、被傭者数は、農業/ワイン製造と産業/商業とにほぼ均等に分割された。新しい企業は人口増加を確実にし、これに伴い新しい福利施設が必要となった。1896年に浄水場が設けられ、1906年に初めて電気が通った。
この街は第一次世界大戦で132人の死亡者を出した。ヴァイマル共和政への以降は大きな注目を集めることなく行われた。市議会選挙では、SPD、DDP、保守的なヴュルテンベルクの政党がほぼ同数を分け合った。

1934年に撮影されたマールバッハ付近の航空写真。画面上端がマールバッハ。下端にフライベルク・アム・ネッカーが見える。

1919年から1933年までの間に人口は約2,900人から3,500人にまで増加した。街の東部、シュヴァープ通りにまで新たな住宅地が造営され、鉄道の北側も増設された。1928年にガスの供給が始まった。世界恐慌の時代に多くのマールバッハの企業が営業を停止し、失業率が上昇した。1931年に共産主義者と国家社会主義者が市議会にそれぞれ1議席を初めて獲得した。
1933年3月の国会議員選挙で国家社会主義者はマールバッハにおいて41.5 % の得票率をあげた。ナチ党の権力掌握後、市議会の強制的同一化がなされ、労働運動が禁止された。マールバッハの共産党員および社会民主党員数人がホイベルク収容所に送致された。
ナチ時代、1938年のヴュルテンベルクの行政改革により、オーバーアムト・マールバッハは廃止された。マールバッハは行政中心としての機能を失い、ルートヴィヒスブルク郡に編入された。同じ頃、ネッカー川の河川改修に伴い、マールバッハ近郊にあった水力発電所が上流側の新しい発電所に置き換えられた。発電所のあった敷地は（オーバーアムト廃止の代償として）ネッカーヴァイインゲンから切り離され、マールバッハに編入された。
第二次世界大戦中、周辺大都市からの避難者や空襲による被災者を受け容れたことで、マールバッハの人口は増大した。さらにポーランド人やフランス人の戦争捕虜が産業や農業での労働に投入された。この街自体は戦争による大規模破壊を免れたが、終戦直前にドイツ軍によって鉄道橋をはじめ多くの橋梁が爆破された。1945年4月末にマールバッハはアメリカ軍に占領され、アメリカ管理地区の一部となった。

### 現代
戦後マールバッハは、まずヴュルテンベルク＝バーデン州に属したが、1952年にこの州はバーデン＝ヴュルテンベルク州に改組された。街は1,850人の故郷から追放された人々を受け容れて人口が増大した。これらの人々のために、1950年以降エルトマンホイザー通りの南と北に住宅地が設けられた。以前から先延ばしにされていた河川改修が実施された。
1957年から市の南部に、2000人が暮らせるヘルンレ住宅地が造成された。ここには主に故郷を追放された人々が住んだが、若い家族もここで家を見つけることができた。この住宅地の近くに位置するマーケンホーフは、発電所の敷地とともにマールバッハに編入されたが、再びネッカーヴァイインゲンに戻された。
1965年5月24日、イギリス女王エリザベス2世がマールバッハを訪れた。後になって、女王は本当はこの街ではなく、シュヴェービッシュ・アルプのマールバッハ馬飼育場を見たかったのだという噂が広まった。このアネクドートはベルリンの2人のジャーナリストによる創作なのだが、現在でもしばしばまことしやかに語られる。
1972年7月1日、バーデン＝ヴュルテンベルク州の市町村再編に伴い、リーリングスハウゼンがマールバッハに合併した。ジーゲルハウゼンと同様にリーリングスハウゼンもマールバッハと完全に離れている。他の近隣町村を含めて大きな市を形成するという市の目論見は失敗し、マールバッハの他ベニンゲン、アファルターバッハ、エルトマンハウゼンを含む自治体行政連合を創設するに留まった。
本市は1980年にシュトゥットガルトSバーンに接続した。1989年にボットヴァールタール鉄道が廃止され、その路線は水力発電所への区間を残して撤去された。
住民の可動性が高まったことで、マールバッハはシュトゥットガルト周辺の、人気の住宅地の1つとなった。新興住宅地の造成や建設が行われ、人口は1980年の12,000人から2005年には15,000人にまで増加した。最も新しい住宅地が鉄道沿いの高台にあるキルヒェンヴァインベルク北住宅地である。2015年6月30日のマールバッハの人口は、15,612人であった。
マールバッハの青年文化ハウス「プラネット-X」は、2000年ハノーファー万博の「多様な参画可能性プロジェクト」に、ドイツの青年ハウスとして唯一そのコンセプトを掲げて参加した。

### シラーの街マールバッハ

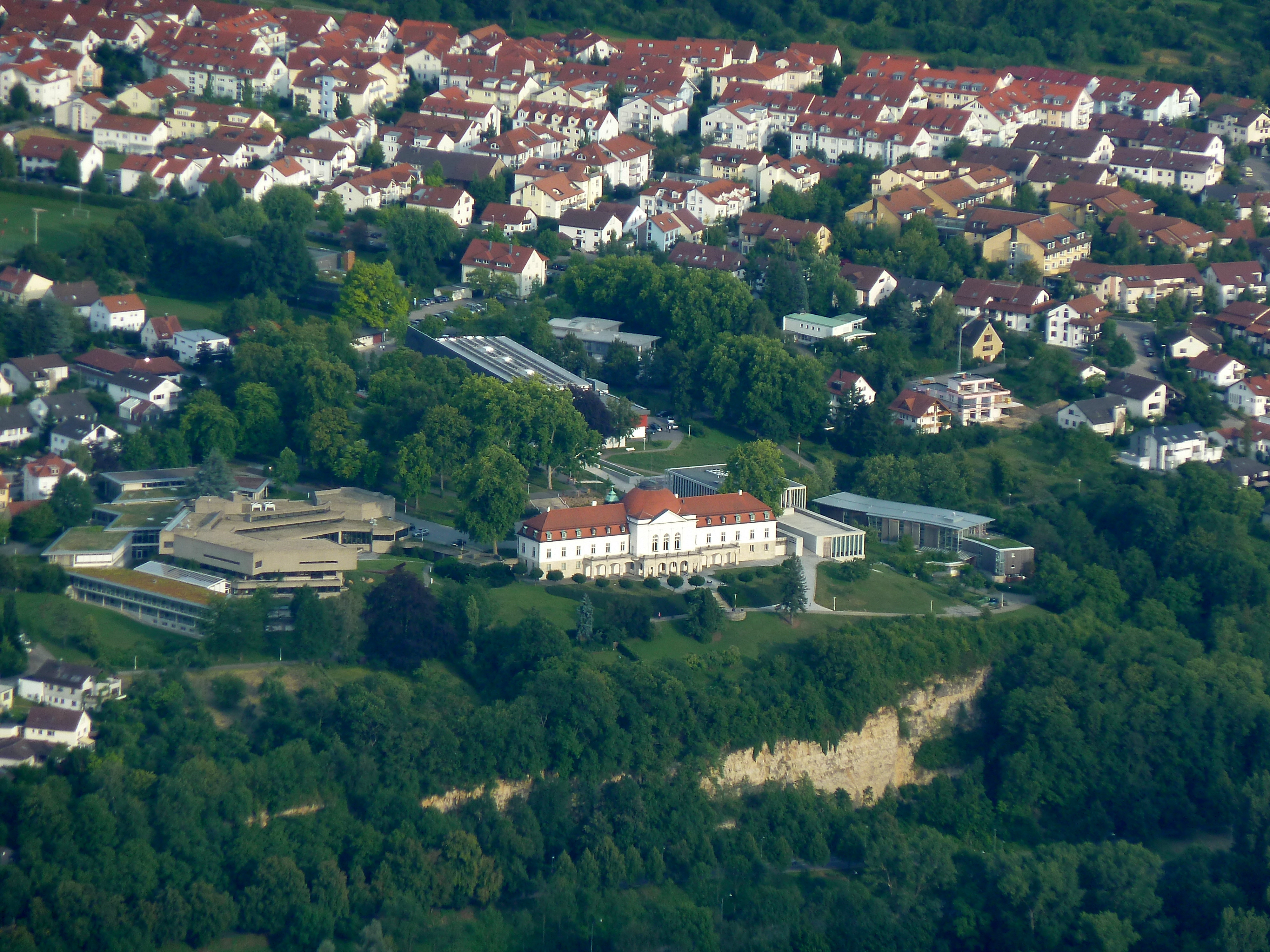
シラーヘーエの全景

フリードリヒ・シラーは、1759年に医師（軍医）の息子としてマールバッハで生まれたが、1764年、4歳の時に引っ越してしまった。それにもかかわらず、1805年の彼の死後、この街は徐々にこの詩人に対する尊敬の中心地となっていった。1812年にシラーの生誕地が確認され、記念プレートが設けられた。その後、この家を見るために他所からマールバッハに人々が訪れるようになった。
1835年に、現在のドイツシラー協会の前身がシラー記念碑協会という名称（後にマールバッハ・シラー協会）で発足した。1836年から1840年まで市の南に祝祭広場としてシラーヘーエが造成された。生誕100周年を2年後に控えた1857年に市が生家を購入し、博物館とした。1876年にはエルンスト・ラウによるシラー記念碑がシラーヘーエに建立され、1903年にこの広場周辺がシラー国立博物館として開館した。
1859年から毎年詩人の誕生日である11月10日に学校が主催していたシラー祝典は現在も継続されている。また、誕生日や命日のアニバーサリーには特別な記念イベントが開催される。
1934年に国家社会主義者らは、「ドイツの若者によるシラー忠誠式」を開催した。この式典のために、5つの方角の国境からリレーで挨拶のメッセージとたいまつがマールバッハに運ばれた。毎年のシラー祝典は、時にはプロパガンダ目的にも利用された。後に支配者は替わったが、『ヴィルヘルム・テル』などの作品はその内容（暴君殺し）が危険視され、上演が禁止された。
1955年のマールバッハ文学アーカイブ開館後、市は1959年にマールバッハ・アム・ネッカー市シラー賞を創設し、これ以後2年ごとに授与している。
シラーは現在でも事実上マールバッハの象徴的な人物であり、単なるローカルな愛国者というだけでなく、観光上も重要な存在である。数多くの施設がこの詩人にちなんで名付けられている。たとえば、地元のギムナジウムや市民大学、さらには街自身が「シラーシュタット」（シラーの街）を称している。ただしこれは自称であり、州政府から認可されたものではない。この呼称は公式な街の名称としては用いられない。
毎年開催されるシラー祝典は、1998年からは規模を拡大して「シラー週間」として開催されている。2005年は没後200年を記念した「シラーイヤー」として盛りだくさんの特別なプログラムやイベントが行われた。生誕250周年にあたる2009年の「シラーイヤー」にも「マールバッハ...シラーに倣った自由」のモットーの下で特別なイベントが開催された。たとえば、シラーの個人的な所持品を展示した「オートプシー・シラー」などである。

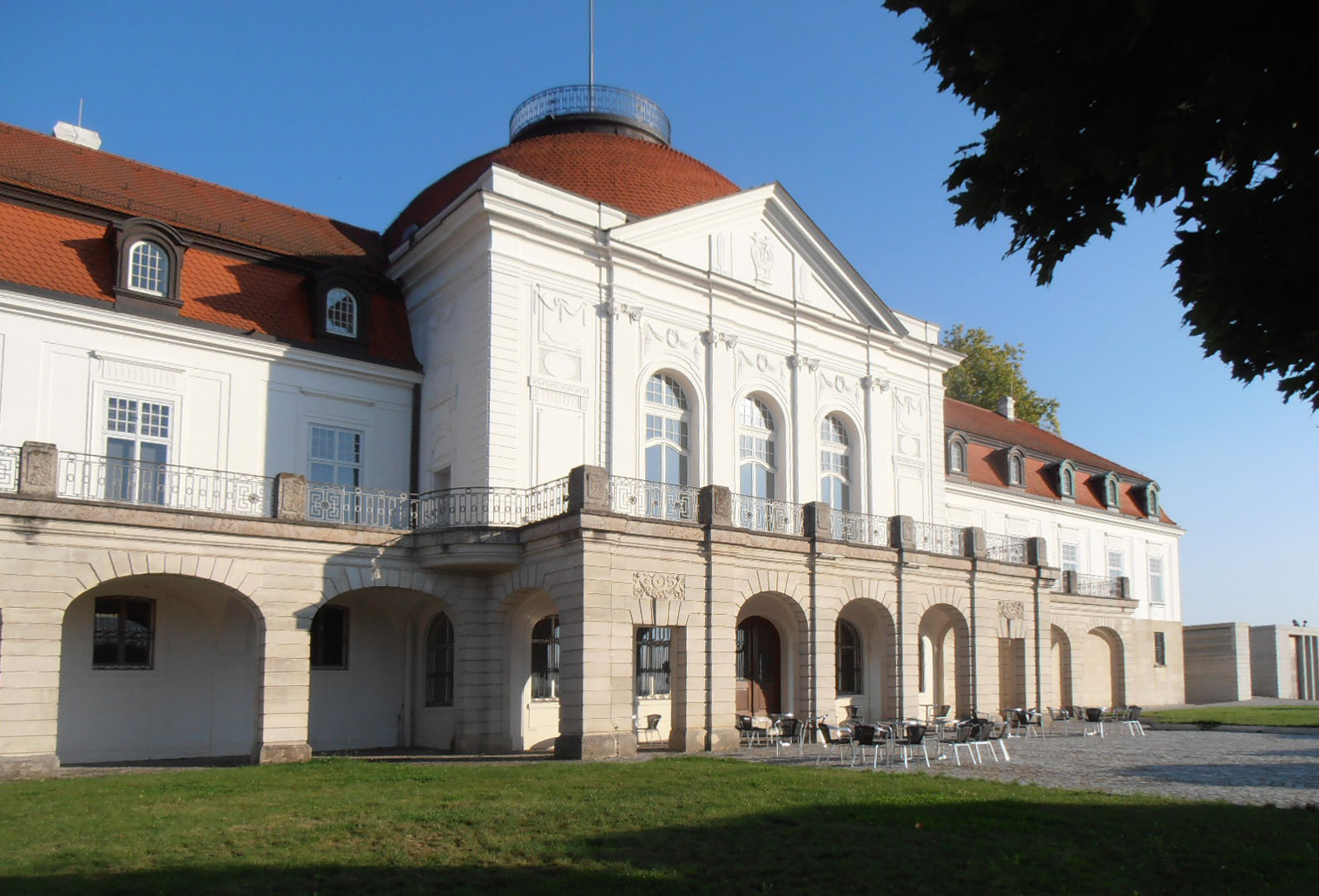
シラー国立博物館
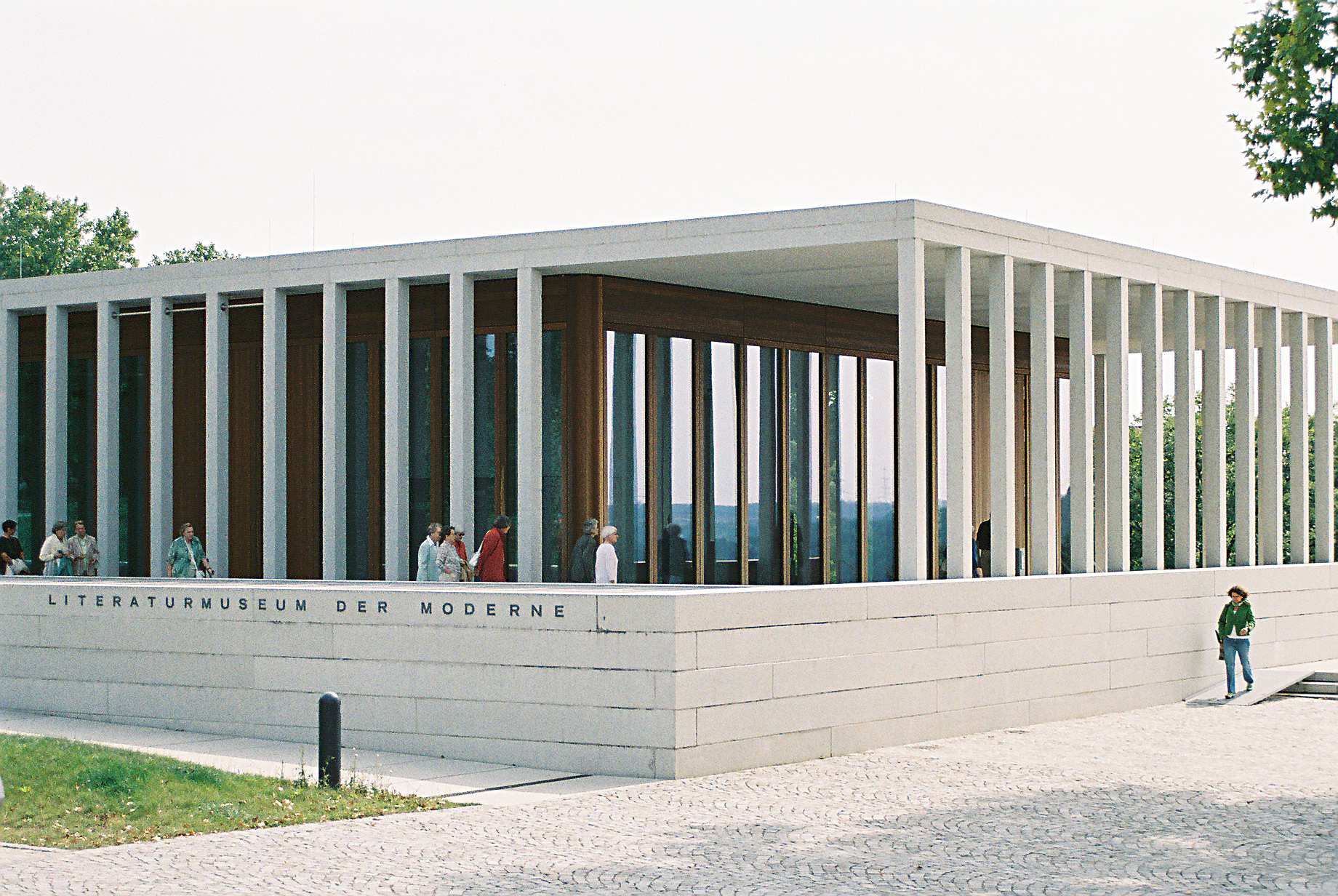
ドイツ近代文学博物館
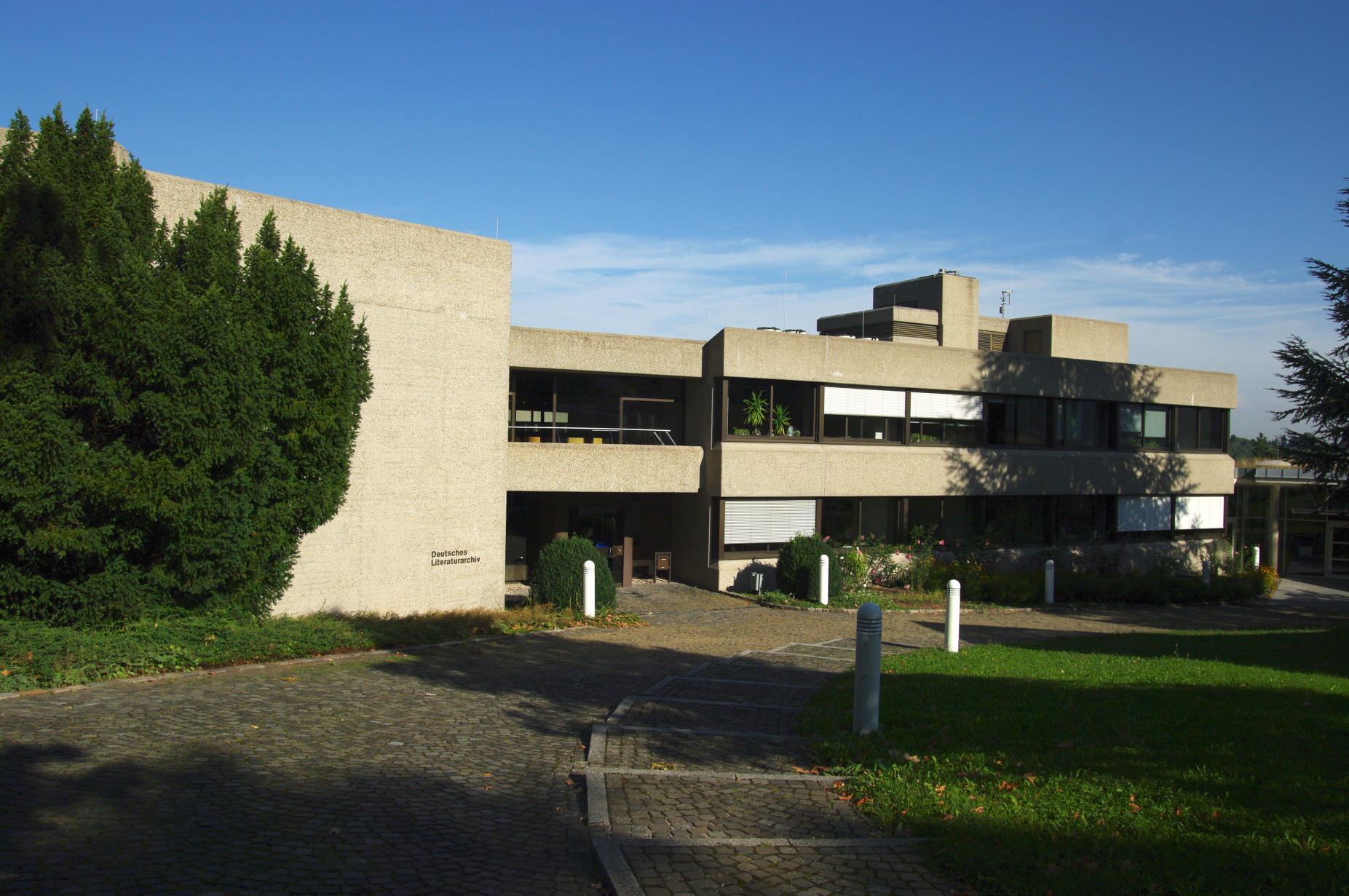
ドイツ文学アーカイブ

## 住民

### 宗教

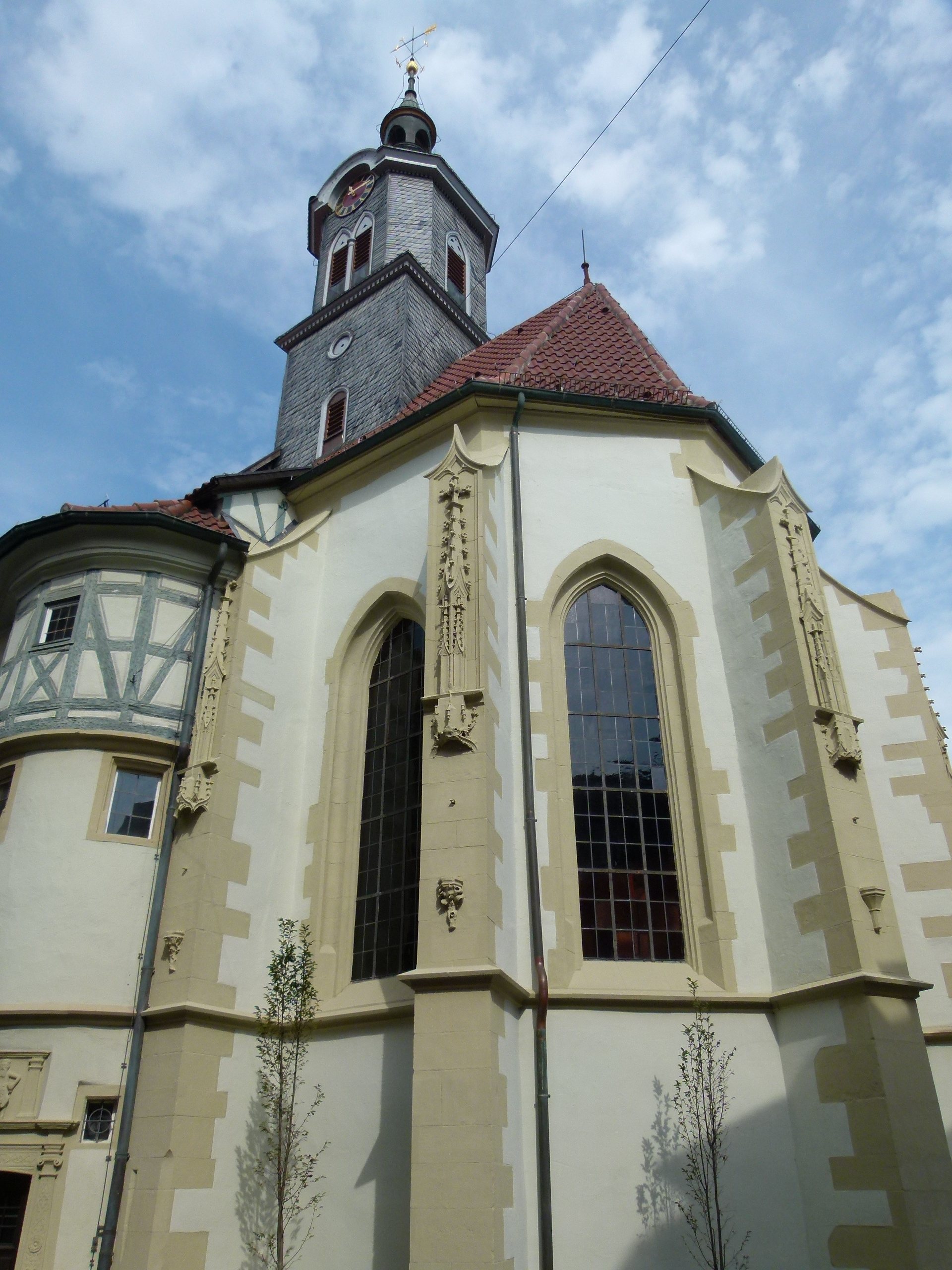
マールバッハの福音主義市教会

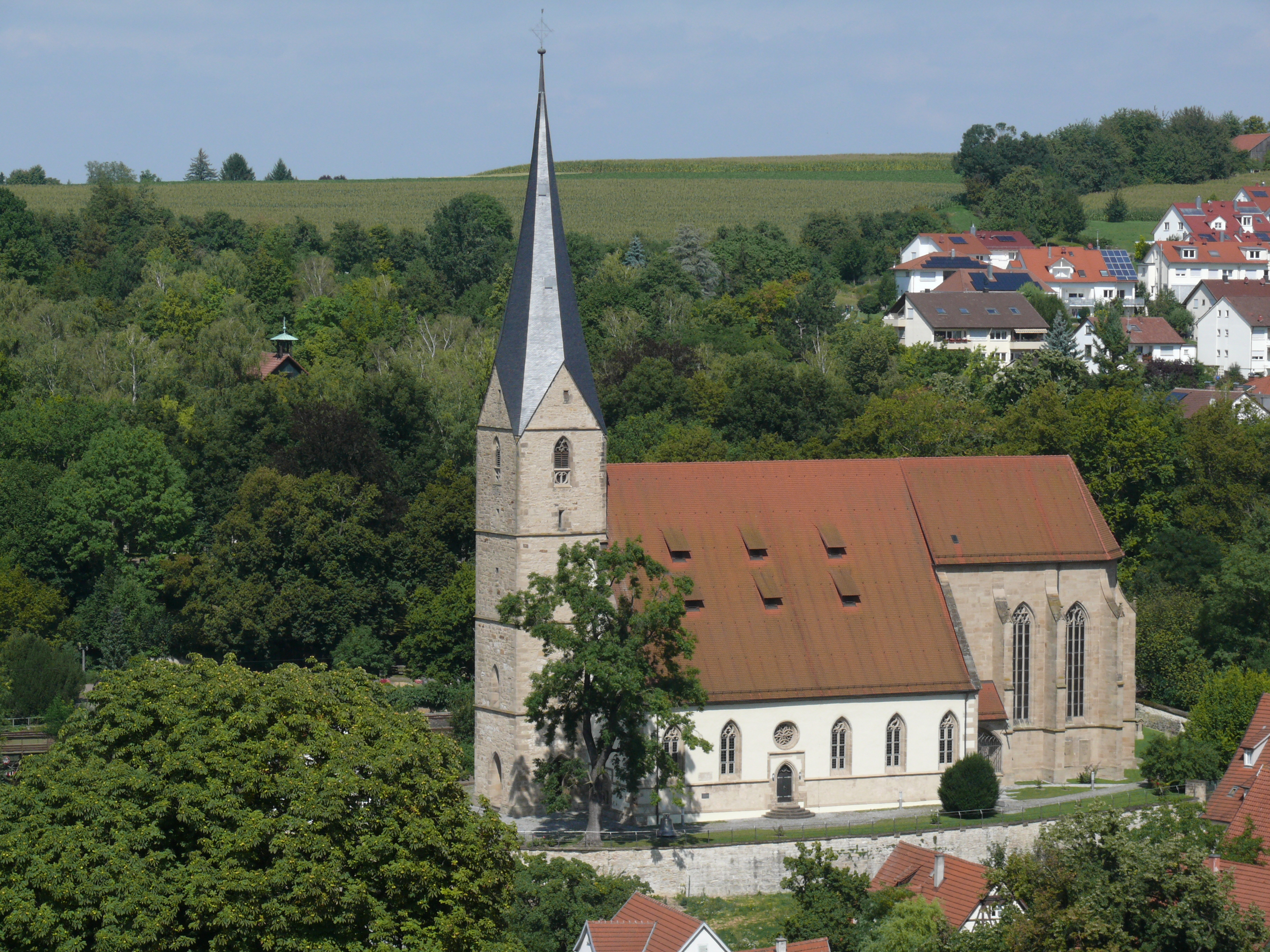
聖アレクサンダー教会

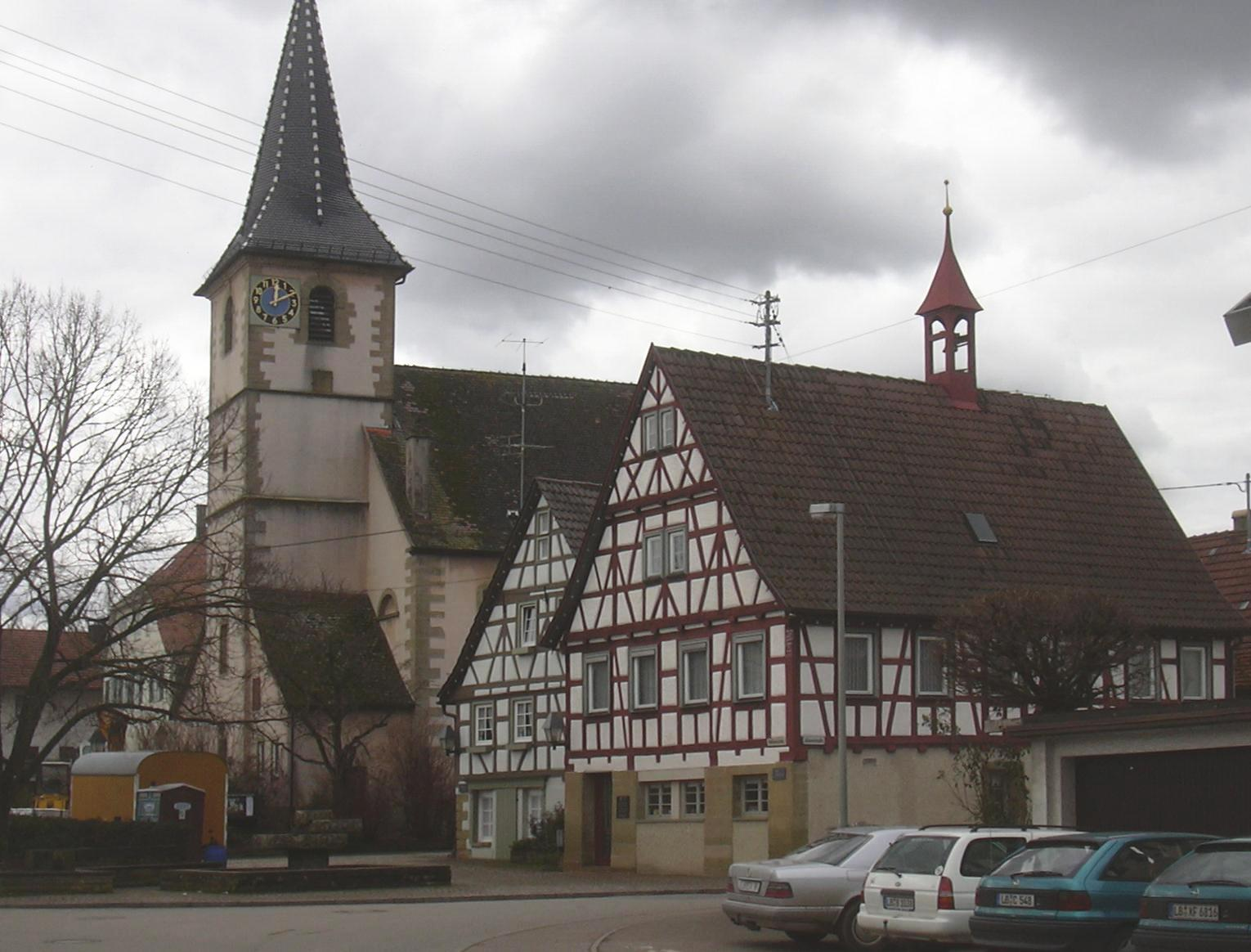
リーリングスハウゼンの教会と旧町役場

マールバッハには3つの福音主義＝ルター派の教区（中央、東、西）があるが、いずれもマールバッハ教会の管轄下にある。本市はヴュルテンベルク福音主義州教会のマールバッハ教会管区にあり、マールバッハには社会奉仕活動管区事務所もある。リーリングスハウゼンは独自の福音主義教会を有している。
マールバッハ福音主義メソジスト教会は救世主教会で、カトリック教会は聖家族教会で礼拝を行っている。カトリック教会はロッテンブルク＝シュトゥットガルト司教区のルートヴィヒスブルク主任司祭区に属している。この他のマールバッハに組織を持つ宗教団体には、マールバッハ新使徒教会やエホバの証人がある。前者はマールバッハ、ベニンゲン、アファルターバッハを管轄している。後者はマールバッハに2つの集会所を有している。
マールバッハは、その歴史の中で、ムルガウの他の地域と同じように最初はヴォルムス司教区に属していた。この地域は、740年にヴュルツブルク司教区、9世紀にシュパイアー司教区に移された。宗教改革までこの司教区に留まり、その中で地方参事会の中心地となっていた。市壁の外側、かつての王領内に建てられたアレクサンダー教会は、少なくとも宗教改革まではこの街の教区教会であった。聖アレクサンダーの聖遺物を所蔵していたことでこの教会は巡礼地となっていた。
1534年にウルリヒ公が宗教改革を受け容れ、ウンターラントでは神学者エアハルト・シュネプフがこれを遂行した。遅くとも1602年までに市教会は教区教会となった。宗教改革は、それまで2世紀にわたってマールバッハに存在していたベギン会を駆逐した。ヴュルテンベルクの福音主義教会は1547年に新たに設けられ、マールバッハは23の監督管区の1つの本部所在地となった。アムト・マールバッハ、アムト・グロースボットヴァール、アムト・バイルシュタインを管轄するこの監督管区は、ロルヒ監督長の下位に置かれていた。1810年のヴュルテンベルク再編以降はハイルブロン監督長の下に置かれた。
宗教改革の結果、現在でもマールバッハの住民は福音主義信者が多数を占める。1871年には 99 % が福音主義信者であった。この他に常に少数派の宗教組織が存在したが、その多くは当局から好意的に見られてはいなかった。宗教改革が行われた1560年頃まで数人の再洗礼派がおり、時折ジーゲルハウゼンでも集会を行っていた。1692年には11人のカトリック信者と、6人のカルヴァン主義者が記録されている。18世紀には敬虔主義者が数人の支持者を獲得した。19世紀の初め、ヴュルテンベルクで地方教会とラジカルな敬虔主義者で主に「マールバッハー・ハーモニー」を構成する分離主義者との間で紛争が起こった。これによりマールバッハー・ハーモニーの構成員のロシアへの組織的移住が1817年に行われた。ユダヤ教徒は1487年に一度だけ記録されている。
最初のメソジスト説教師は1857年にマールバッハに現れた。10年、会員数50人を擁するようになった組織は（これには周辺村落の住民も含まれている）、ヴィルダームート通りに礼拝堂を建設した。現在の救世主教会は1963年に完成した。
第三帝国時代、ドイチェ・クリステン（直訳: ドイツ的キリスト教徒）はマールバッハで急速に信者数を伸ばし、一時は300人を擁するまでになった。加入者の波は、1934年にこの街で開催された第1回ヴュルテンベルクのガウ集会によって惹起された。マールバッハは、運動が崩壊する以前の1935年および1936年のガウ集会の開催地でもあった。
カトリック信者は第二次世界大戦後になって初めてこの街で比較的大きな人数を占めるようになった。これはマールバッハに定住した故郷を追放された人々の大部分がカトリック信者だったためである。聖家族教会は1953年に完成した。
現在のリーリングスハウゼン地区には、8世紀または9世紀に独自の教区が設けられた。マールバッハと同様に9世紀からシュパイアー教区に属した。1453年にウルリヒ多情伯がリーリングスハウゼンの教会を、以前からこの地に所領を有していたバックナング修道院に寄進した。この修道院はこれ以後司祭をたてた。
1543年にリーリングスハウゼンでも宗教改革がなされ、その後住民はほぼ完全に福音主義信者であった。1826年から1828年までルートヴィヒ・ホーフアッカーがリーリングスハウゼンの司祭を務めた。すでにシュトゥットガルトでの業績で知られていたこの神学者は、感動的な日曜日の説教によって、他所からの者を含め2,000人の聴衆を集めた。これは教会に収容できる人数をはるかに超えていた。1849年に60人ほどの構成員を擁した敬虔主義のコミュニティが19世紀のリーリングハウゼンに存在したことは、特にホーフアッカーの影響によるものである。リーリングスハウゼンの古い教区教会であるペータース教会は、1965年からルートヴィヒ＝ホーフアッカー教会と呼ばれている。
19世紀末に、いくつかの小さな自由教会組織が、時折、信者を獲得した。第二次世界大戦後に多くのカトリック信者がリーリングスハウゼンに移り住み、司祭は1952年に自らの住居内に礼拝所を設けた。リーリングスハウゼンのカトリック信者は、1977年からマールバッハ・アム・ネッカーの教会組織に属している（それ以前はキルヒベルク・アン・デア・ムルの教会に属した）。新使徒派教会は1988年にこの集落に建設された。

## 行政
マールバッハ・アム・ネッカー市の行政は、バーデン＝ヴュルテンベルク州自治体法の定めに則っている。行政組織は市議会と市長からなる。

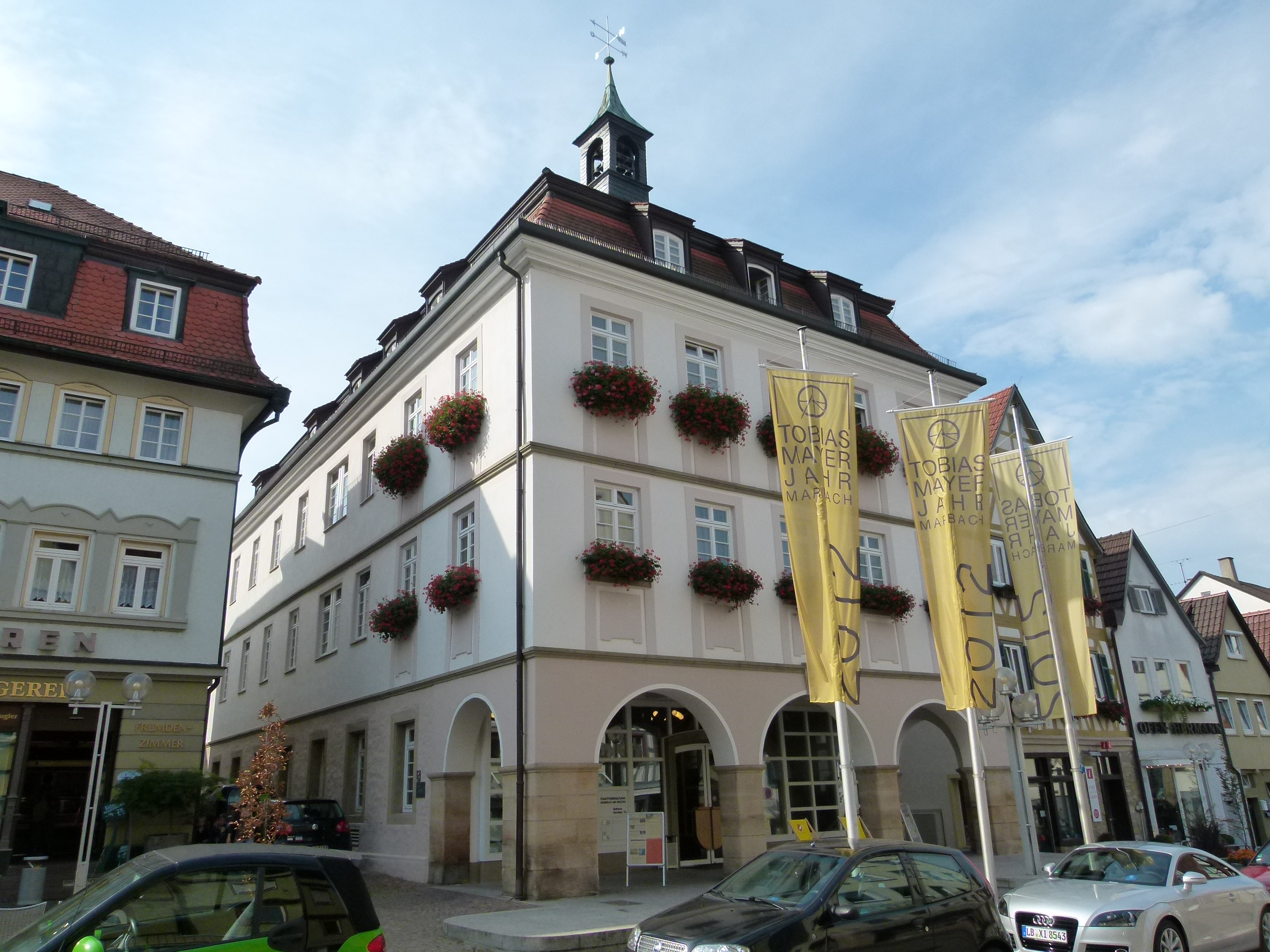
マールバッハ市役所

### 市議会
マールバッハの市議会は、unechten Teilortswahl という方式で選出されている。この選挙方法では、議席数は超過議席によって変化する。2019年の市議会選挙に基づく議席数は 24議席（それまでは25議席）である。市議会は、この選挙で選出された名誉職の市議会議員と議長を務める市長によって構成される。市長は市議会において投票権を有している。

### 首長
市長は、専任の公務員であり、8年ごとに住民による選挙で選出される。その職責は市議会の議長と、市行政の指導である。2013年4月からヤン・トロストが市長を務めている。
中世には、市行政は公爵のアムト全域の行政官僚でもあったフォークト（代官）の手に委ねられており、アムト・マールバッハの他にもいくつかのアムト（ヴィネンデンとボットヴァール）を管轄するオーバーフォークトの監督下にあった。オーバーフォークトの機能は18世紀初めに廃止され、1758年にフォークトの公職名はオーバーアムトマンに変更された。マールバッハは、1819年から固有の Stadtschultheiß を有した。これは1819年のヴュルテンベルクの法令に基づき、住民によって選出される終身職であった。1930年にヴュルテンベルク自治体法は市長の職名を "schultheiß" から "Bürgermeister" に変更した。
第二次世界大戦後の市長を以下に列記する:
- 1945年 - 1948年: ヴィルヘルム・シェンク
- 1948年 - 1973年: ヘルマン・ツァンカー
- 1973年 - 1997年: ハインツ・ゲオルク・ケプラー
- 1997年 - 2013年: ヘルベルト・ペッチュ
- 2013年 - : ヤン・トロスト

ヤン・トロストは、2013年2月3日の選挙で 61.16 % の票を獲得して、ヘルベルト・ペッチュの後任に選出された。

### 紋章と旗
図柄: 左右二分割。向かって左は金地に3本の黒いシカの角。向かって右は金地にブドウの蔓と房が巻き付いた赤い尖頭屋根を持つ白い塔。

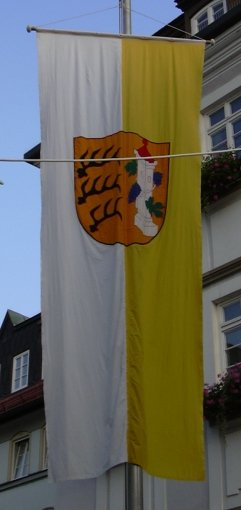
マールバッハの旗

シカの角はヴュルテンベルクへの帰属を、塔はマールバッハの防衛的なキャラクタを、ブドウの蔓は市域内で営まれているワイン造りを表している。現在判明している最も古い印章は1301年から使われていたものであり、すでに塔と植物が描かれている。塔の他に、この時点で都市領主であったテック公の菱形紋章が見られる。ヴュルテンベルク領への移行後には、菱形紋章のあった場所にヴュルテンベルクの紋章意匠であるシカの角が描かれるようになった。その後の紋章では、ヴュルテンベルクの紋章は塔と別のサイドに配されるようになった。
最初の彩色された紋章は15世紀半ばの創作され、アレクサンダー教会内陣の要石に見られる。この紋章で、植物が塔に巻き付いており、それがブドウの蔓であることが初めて明白となった。18世紀後期（1575年）からシカの角を向かって左に配置した現在の一体化した紋章が見られる。現在の紋章は1938年に採用された。
時折、サポーターとして野性の人 (Wilder Mann) が描かれることがある。たとえば、1597年のジーモン・シュトゥーディオンのスケッチ、旧市街のヴィルダー＝マン＝ブルネン（泉）、19世紀のアムト印などである。これはマールバッハの建設に関する伝承に由来する。それによれば、現在の街の前にかつて巨人が住んでいた。その家にはブドウが巻き付いており、旅人は身ぐるみを剥がされたり、殺害されたりした。マールバッハという地名がローマの神であるマルスとバッカスに由来するという俗説も伝承を反映したものである。
マールバッハの市の旗は黄 - 白であるが、逆の色順に描かれることもある。この通常でない（紋章学のルールに則っていない）色の組み合わせは、バーデン＝ヴュルテンベルク州では他の自治体で用いられていないものである。この旗は1871年に初めて記録されている。
リーリングスハウゼンの紋章は、金地に直立した黒い鍵が描かれている。鍵はキリスト教の聖人ペトロを意味しており、色はおそらくヴュルテンベルクの紋章の色に基づき選択された。シンボルとしての鍵は、1794年の村の印章に初めて現れる。

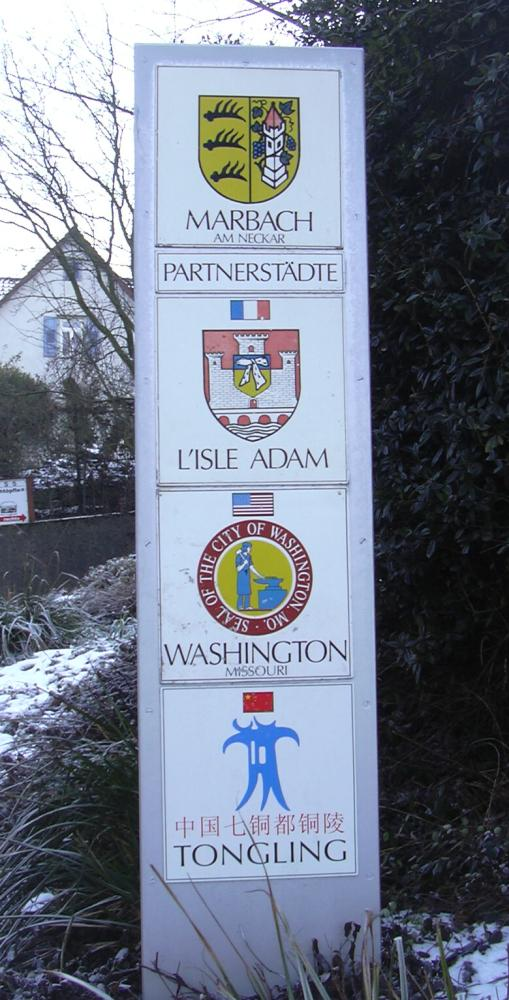
姉妹都市を示すプレート

### 姉妹都市
マールバッハ・アム・ネッカー市は以下の都市と姉妹都市関係にある
- リスル＝アダン（フランス語版、英語版）（フランス、ヴァル＝ドワーズ県）1987年
  - リスル＝アダンは、パリの北西約 30 km に位置しており、マールバッハと同様に文豪との関わりのある街である。リスル＝アダンの文豪とはオノレ・ド・バルザックである。友好関係は、定期的な交換留学、毎年の相互訪問、その他の活動によって育まれた。活動は、姉妹都市マールバッハ・アム・ネッカー - リスル＝アダン友好協会によってコーディネイトされている。
- ワシントン (ミズーリ州)（英語版）（アメリカ合衆国、ミズーリ州）1990年
  - この姉妹都市関係も相互訪問や代表団の派遣、交換留学などで推進されている。
- 銅陵市（中華人民共和国、安徽省）2005年
  - この中国の大都市とは1990年から友好関係を結んでいた。リーリングスハウゼン婦人クラブがこの友好関係の深化に特別な貢献を行ったため、その代表者ブリギッテ・ヴォルフは2004年に銅陵市の名誉市民となった。

### 友好都市
- ストラトフォード・アポン・エイボン（イギリス、ウォリックシャー）
  - この街は、偉大な詩人ウィリアム・シェイクスピアの生誕地であるストラトフォード・アポン・エイボンと友好関係を結んでいる。ストラトフォード・アポン・エイボンは、リスル＝アダンの姉妹都市でもある。

## 文化と見所

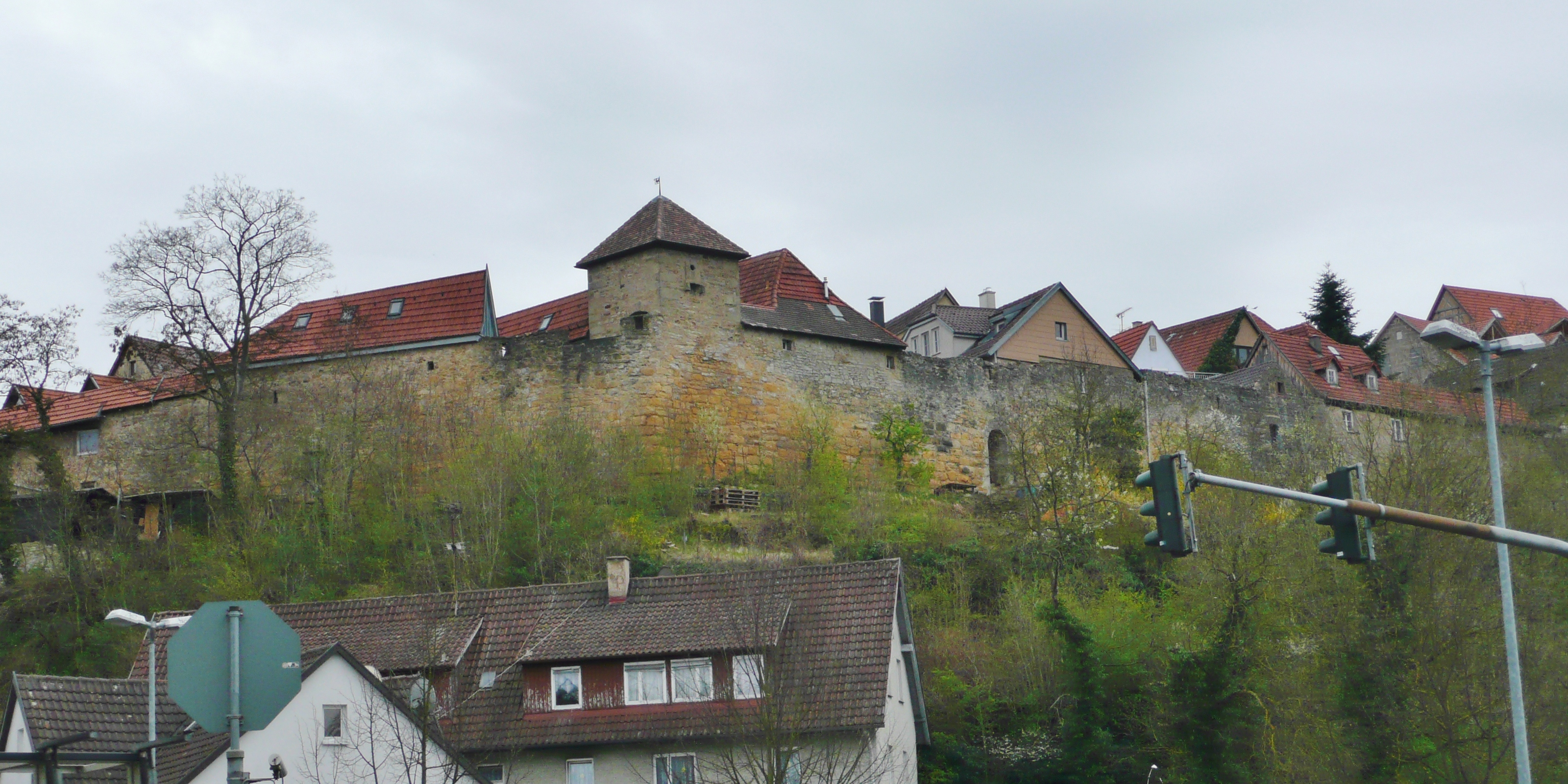
ネッカー河畔から見上げるマールバッハ旧市街を囲む旧市壁

マールバッハは、特別良好に保存された旧市街を有している。その外観は1693年の破壊以後に再興されたものである。旧市街は、シュトレンツェルバッハ川の谷の南斜面に位置する 350 m × 250 m の長方形の土地で、三方を防衛施設を持つ市壁で囲まれている。1983年に旧市街全体が保護文化財に指定されている。
旧市街は、その西側と北側がネッカー川およびシュトレンツェルバッハ川への急斜面となっており、中世には南東の高台に城があった。この城は現存しない。3つの門が街への侵入を防御していた。北東のウンテーレ門（直訳: 下の門、ニクラス門とも呼ばれる）、南東のオーベーレ門（直訳: 上の門）、南西のネッカー門である。1847年に南の壁を貫いて第4の出入り口であるグラーベン門が設けられた。街の構造は東西に通る5本の通り、特に幅の広いマルクト通りを基本に構成されている。マルクト通りには、旧市街の最も重要な建物が建てられていた。すなわち1760年から1763年に建てられた市庁舎や多くのオフィスがそれである。

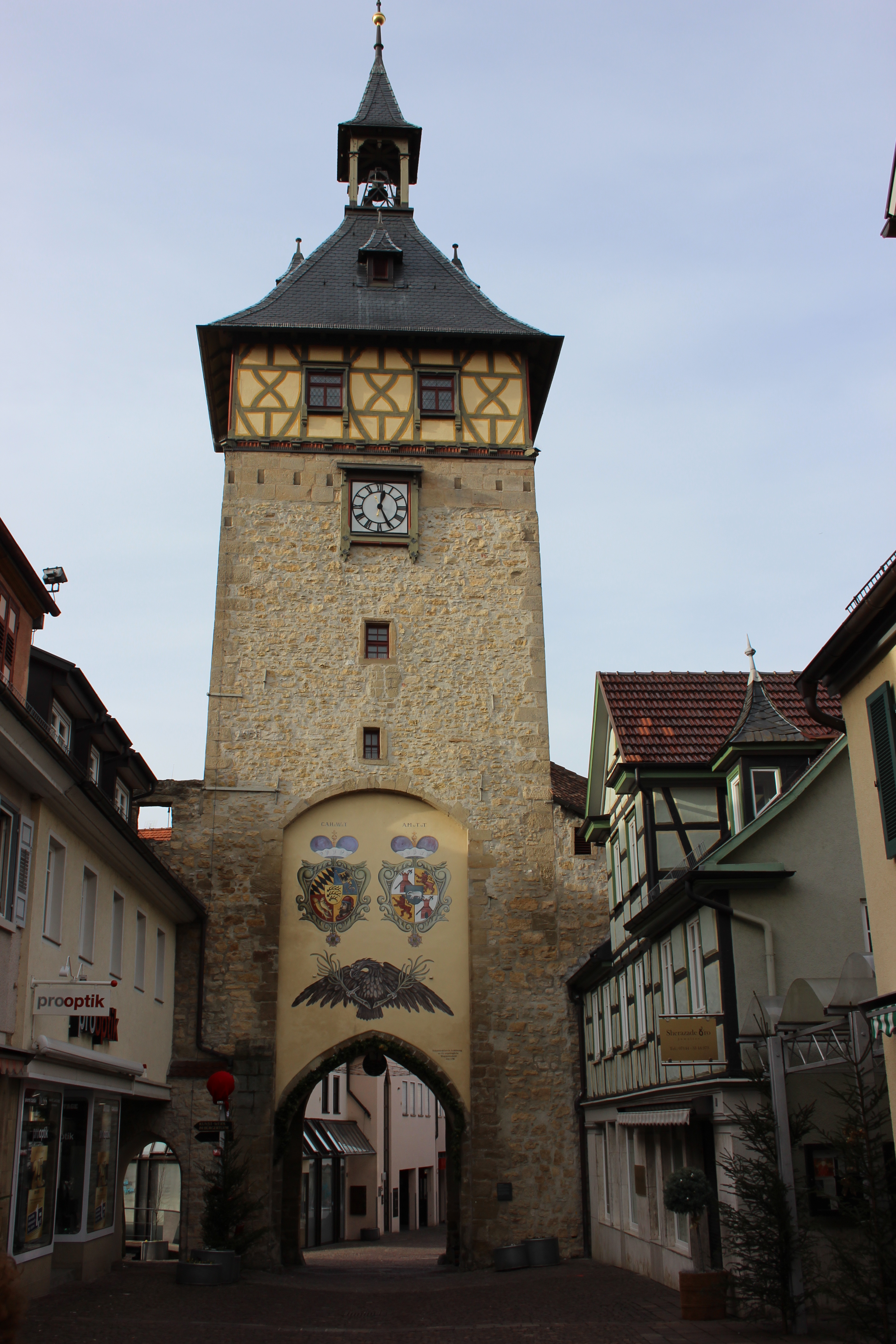
オーベーレ門

高さ 40 m のオーベーレ門（またはオーベーレ塔）がマルクト通りの東端を示している。この塔には登ることができる。この塔のすぐ近く、都市防衛施設の南東角にブルク広場がある。ここには13世紀から1693年まで城砦があった。同じく塔の近くに15世紀に建設されたヴェンデリンス礼拝堂がある。
ニクラストーア通りはマルクトから、1698年から1700年に復興された市教会の傍らを通り、コッタ広場へ下る斜面に通じている。ウンターヴェークスは、1693年以降の木組み建築が数多く並ぶ中を通り抜けてゆく。三角形の広場に面してシュペツィアラトハウス、助祭館、ヴィルダー＝マン＝ブルネン、シラーの生家などがある。
コッタ広場が位置する旧都市防衛施設の外側をアレクサンダー教会（ロマン主義盛期のオルガンを持つ）に向かうアム・アルテン・マルクト通りが伸びている。この通りの名前（直訳: 古い市場沿いの道）は、元々の集落の中心がこの谷の北側にあったことにちなんでいる。アレクサンダー教会の現在の後期ゴシック様式の建物は、1450年にアーベルリン・イェルクによって建設が始まり、1490年頃に完成した。教会内の歴史的なフレスコは、1460年のヴュステンハウゼンの戦いで亡くなった騎士カスパー・シュペートとコンラート・フォン・ホーエンリートを思い起こさせる。教会内にはこの他に、マールバッハのフォークトを務めたディーター・フォン・アンゲラハ（1464年没）の墓石が保存されている。アレクサンダー教会の塔にある大きなシラーグロッケン（鐘）は、モスクワのドイツ人移住者が1859年にシラーの出身地であるマールバッハ・アム・ネッカーに贈ったものである。この鐘は、シラーの詩『鐘の歌』にちなんで「コンコルディア」と名付けられた。

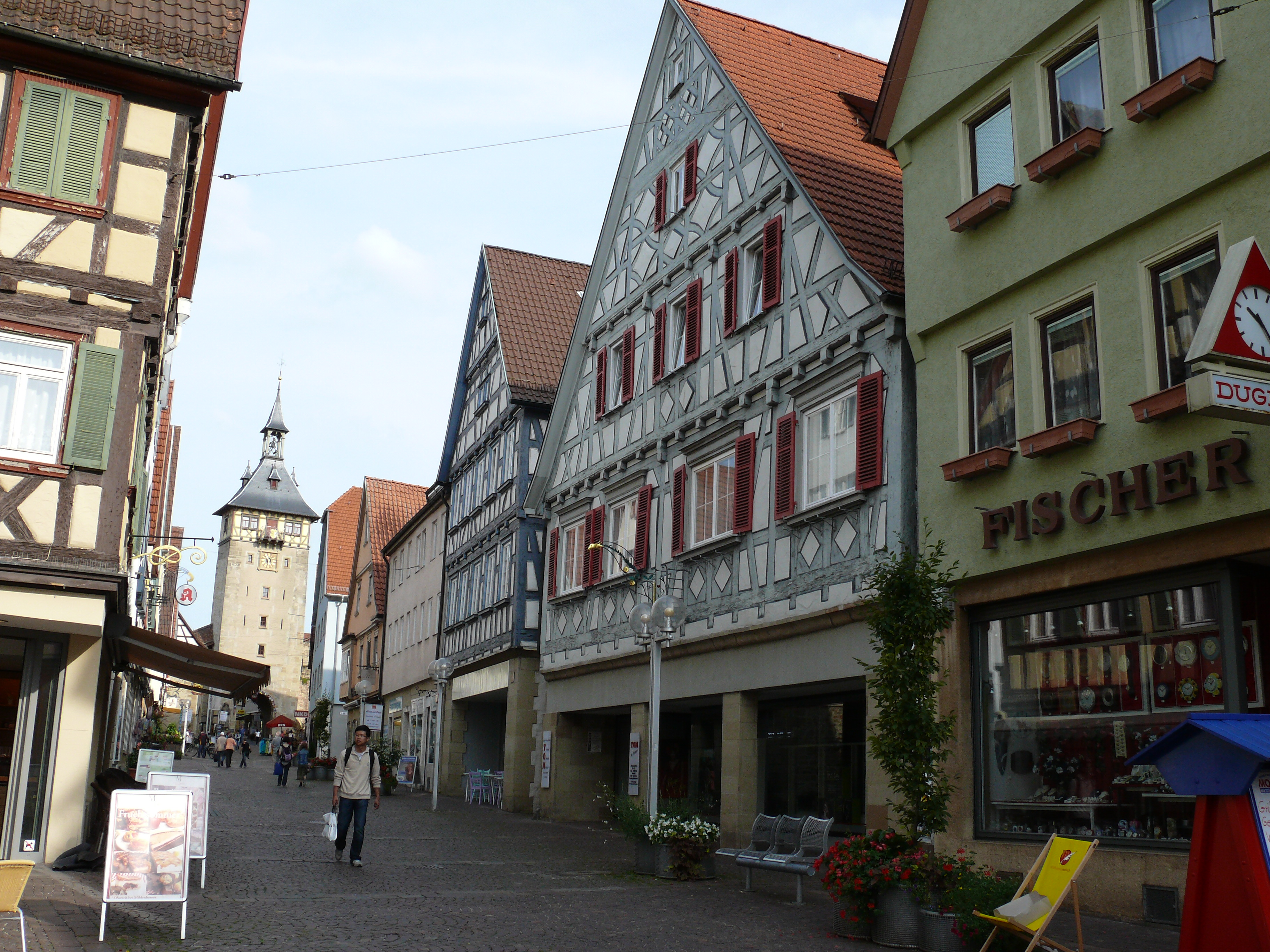
マルクト通りの街並み
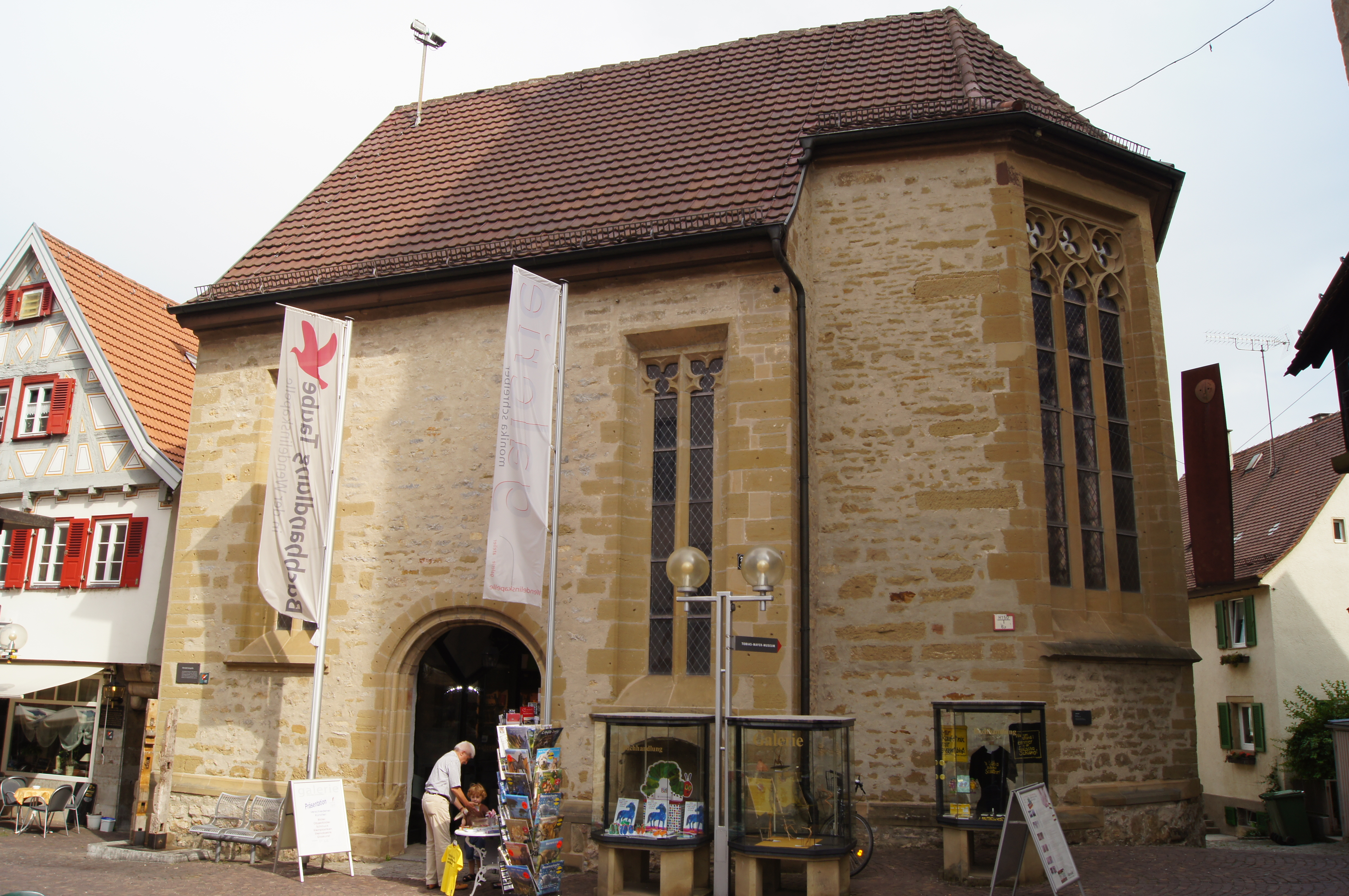
ヴァンデリンス礼拝堂
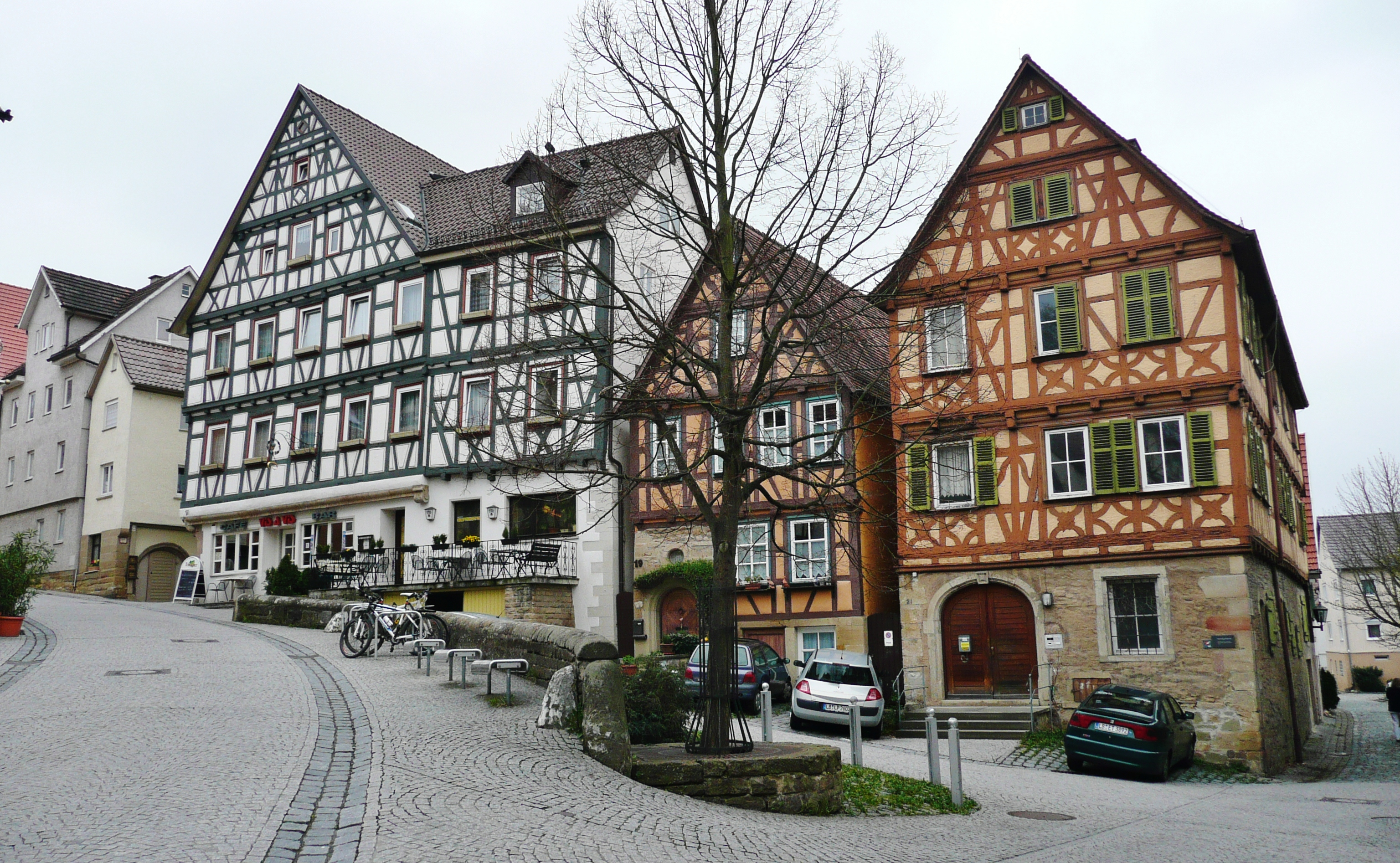
ニクラストーア通り
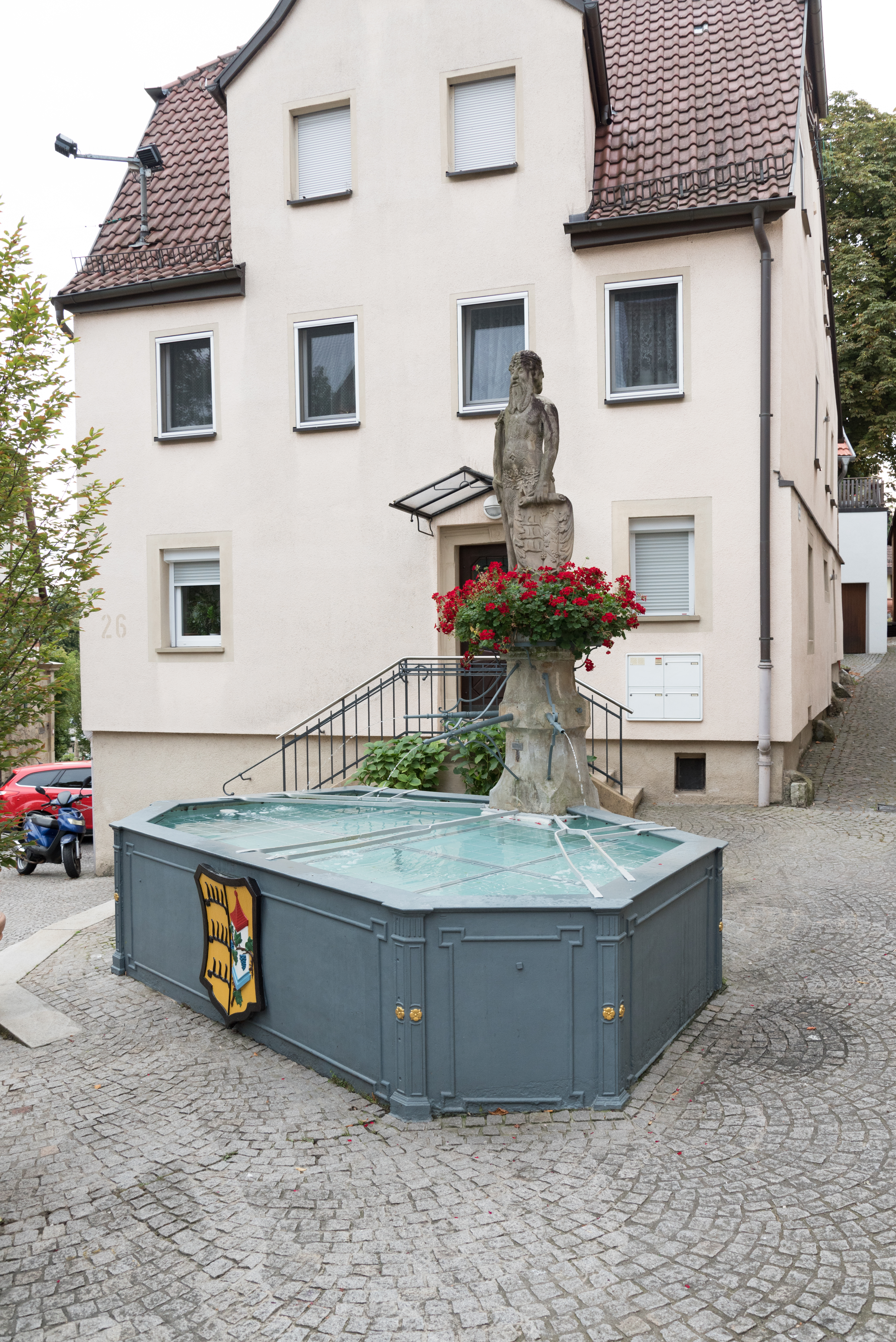
ヴィルダー＝マン＝ブルネン
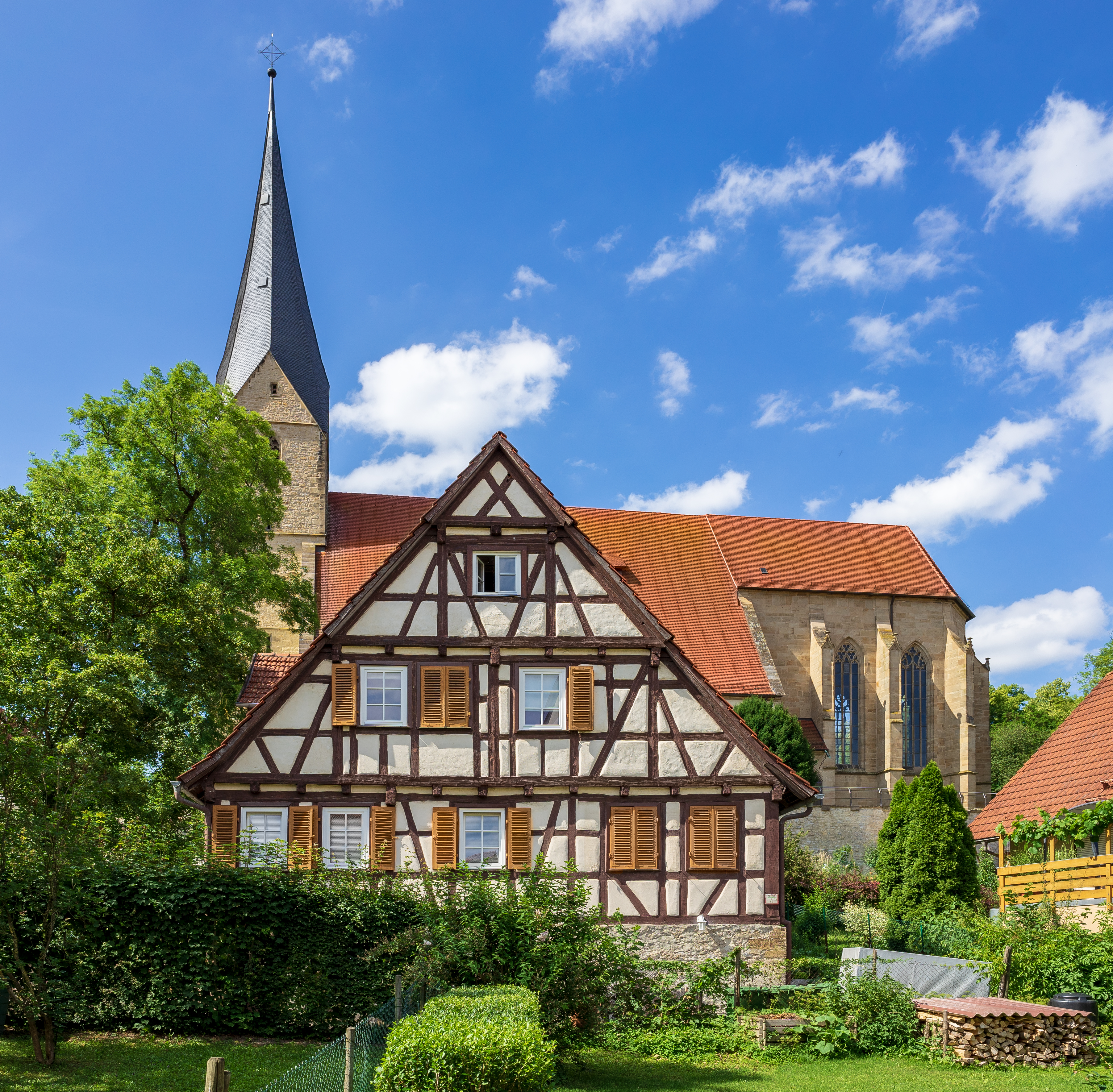
アレクサンダー教会とアム・アルテン・マルクト通り6番地の木組み建築
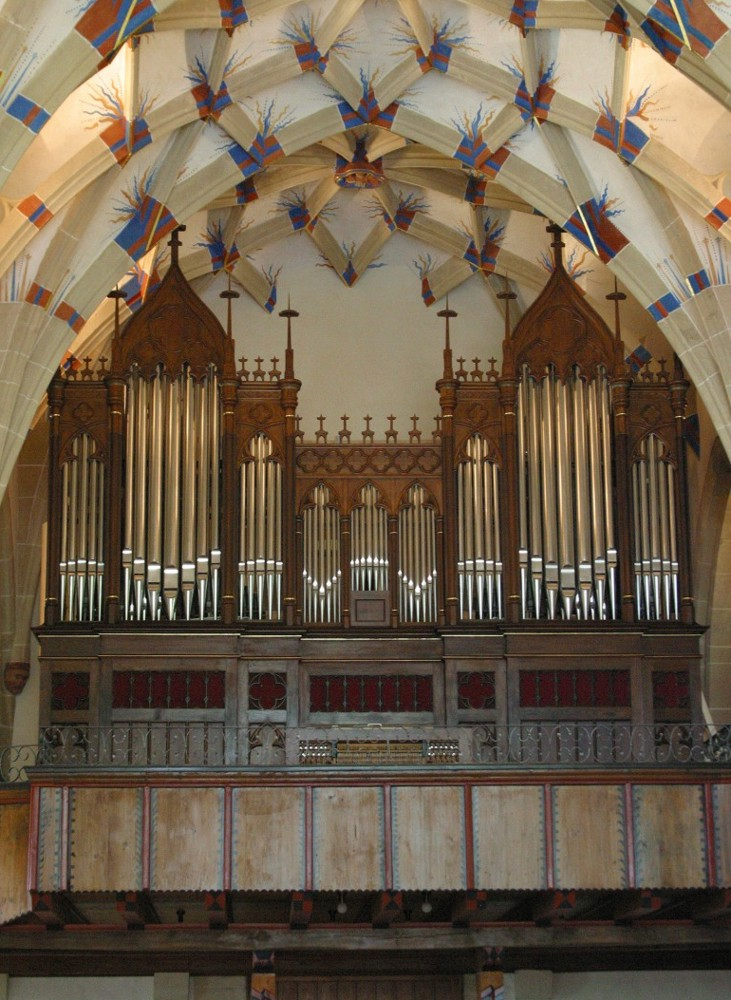
アレクサンダー教会のオルガン

### 観光

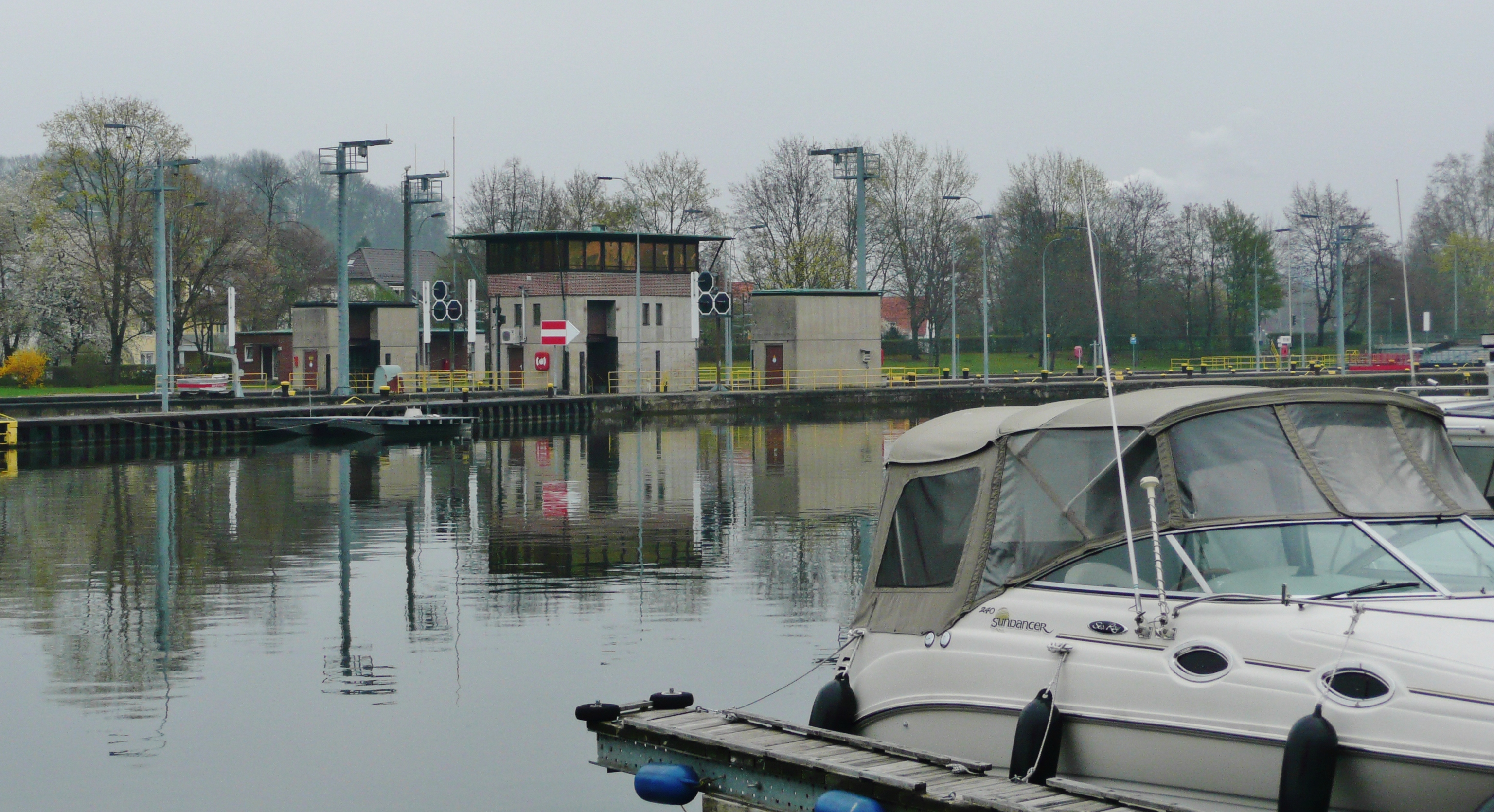
ネッカータール自転車道からみるネッカー川の堰

シラーとの関係から、マールバッハはドイツで最も古い観光地の1つである。19世紀初めにはすでにシラーの生家を見学するために客が訪れていた。特に、博物館や記念碑のあるシラーヘーエは1840年から多くの観光客グループの目的地となっていた。現在は、シラーゆかりの場所だけでなく、良好な状態で保存された旧市街が観光客や日帰り客を惹きつけている。2005年、マールバッハには延べ29,289泊の宿泊客があった。ツーリスト＝インフォメーションは、暖かい季節には毎日曜日、冬季には第2日曜日に開いているが、その他に様々な特別なイベントの際にも利用できる。
マールバッハは、ドイツ木組みの家街道、ヴュルテンベルク・ワイン街道、シュヴァーベン詩人街道のステーションである。ネッカー客船会社は、旧市街の麓のネッカー川沿いに船着き場を有している。マールバッハはさらに3つの州立自転車道、すなわちネッカータール自転車、アルプ＝ネッカー自転車道、シュロムベルク＝ムルタール＝ヴェークのステーションでもある。
マールバッハ、ベニンゲン、ムル、シュタインハイム、グロースボットヴァール、オーベルステンフェルト、バイルシュタインは、2003年からマールバッハに本部を置くマールバッハ＝ボットヴァールタール観光協会を運営している。この協会の目的は、この地域の観光資源をコーディネイトし、総合的な観光を市場に売り出すことである。

### 博物館

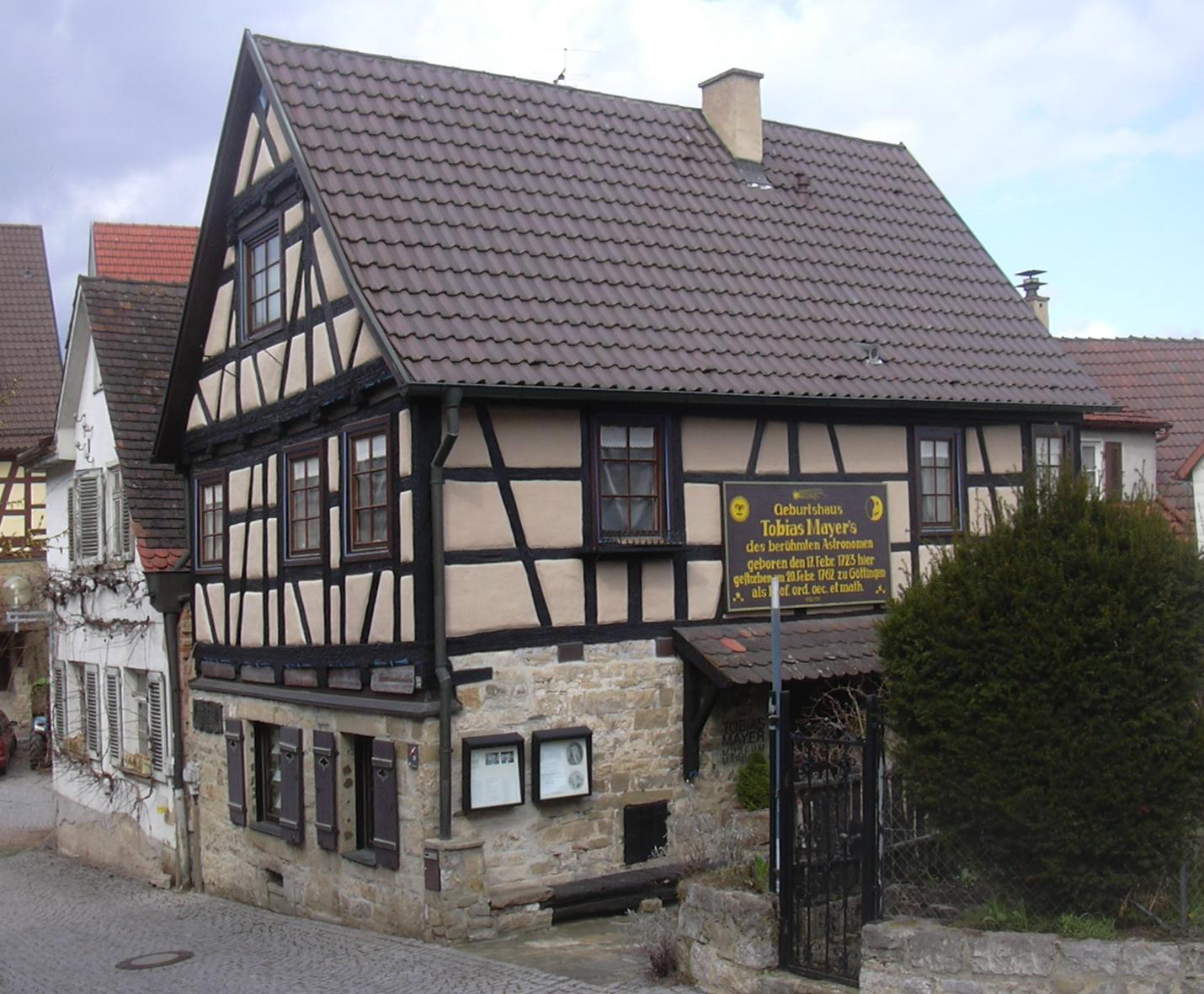
トビアス・マイヤーの生家

旧市街の南に位置するシラーヘーエには、新しいドイツの文学を展示するシラー国立博物館がある。マールバッハ・ドイツ文学アーカイブはこれと結びついており、啓蒙主義の時代から現代に至るまでのドイツの作家の遺品、原稿、手紙などを収集している。2006年にこのアーカイブに付属した近代文学博物館が開館した。
ニコラウストーア通りのフリードリヒ・シラーの生家では、この詩人に関する展示がなされている。数学者、天文学者、地図作製者、地理学者で発明家のトビアス・マイヤーのトーアガッセに建つ生家では、マイヤーに関する展示がなされている。小さな博物館は、マイヤーの生涯や業績を紹介している。
この他に、オーベーレ・ホルダーガッセの産業文化財に指定されているイェーガー搾油所やオーベーレ楼門でも展示がなされている。
リーリングハウゼン地区では、1994年に、ワイン作りをテーマとして村の博物館ケルター・リーリングスハウゼンがケルター（ブドウ搾り所）内にオープンした（現在は閉鎖されている）。

### 追悼の場所
2014年11月24日に、芸術家グンター・デムニヒにより、マールバッハで最初のストルパーシュタイン（躓きの石）が設置された。ニクラストーア通り12番地前の歩道に埋め込まれたその小さなプレートは、1917年から1926年までこの建物に住み、迫害されたパウリーネ・シュティーグラーを追悼するものである。これに加えて壁には解説の案内板が取り付けられている。パウリーネ・シュティーグラーは1933年にマルクグレーニンゲン収容所に送致され、1940年に安楽死政策 T4作戦に従い、国家社会主義者によってグラーフェネック安楽死施設で殺害された。

### スポーツ
マールバッハとリーリングスハウゼンには数多くのスポーツクラブがあり、そこではあらゆる人気スポーツがなされている。FC マールバッハと HSG マールバッハ＝リーリングスハウゼンは、サッカーおよびハンドボール部門がベツィルクレベルでプレイしている。この他のチームスポーツ種目は TV マールバッハで行われている。TV マールバッハのバスケットボール部門は、一時期、ブンデスリーガ2部に参加していた。テニスクラブ、水泳クラブなどその他のクラブも存在する。
ネッカー川沿いに位置することから、マールバッハではボートやカヌーといったスポーツを行うことができる。この分野では、マールバッハ漕艇クラブやカヌークラブ・マールバッハがある。前者はかつて、連邦レベルあるいは州レベルの大会で成功を収めた。

### 年中行事
- 市とクラブは2年に1度6月末に内市街で2日間にわたる住民祭を開催している。間の年にはリーリングハウゼン地区で住民祭が開催される。
- 同じく2年に1度の間隔で、9月の初めにマールバッハ旧市街で「ホルダーガッセンフェスト」が開催される。
- 毎年9月の第1週末に、ワイン製造業者組合は「ケルターフェスト」を開催している。
- 4年ごとに、5月の初めに2日間にわたって「18世紀祭」が挙行される。
- 毎年11月10日前後に「シラーの週末」が開催され、フリードリヒ・シラーを記念する様々なイベントが行われる。
- 2007年から毎年11月に「ツィヴィルクラージェ・フェスティバル」（直訳: 市民の勇気祭）が開催される。
- クリスマスマーケットは、毎年木曜日から第2アドヴェントの日曜日まで開かれる。

## 経済と社会資本

### 交通

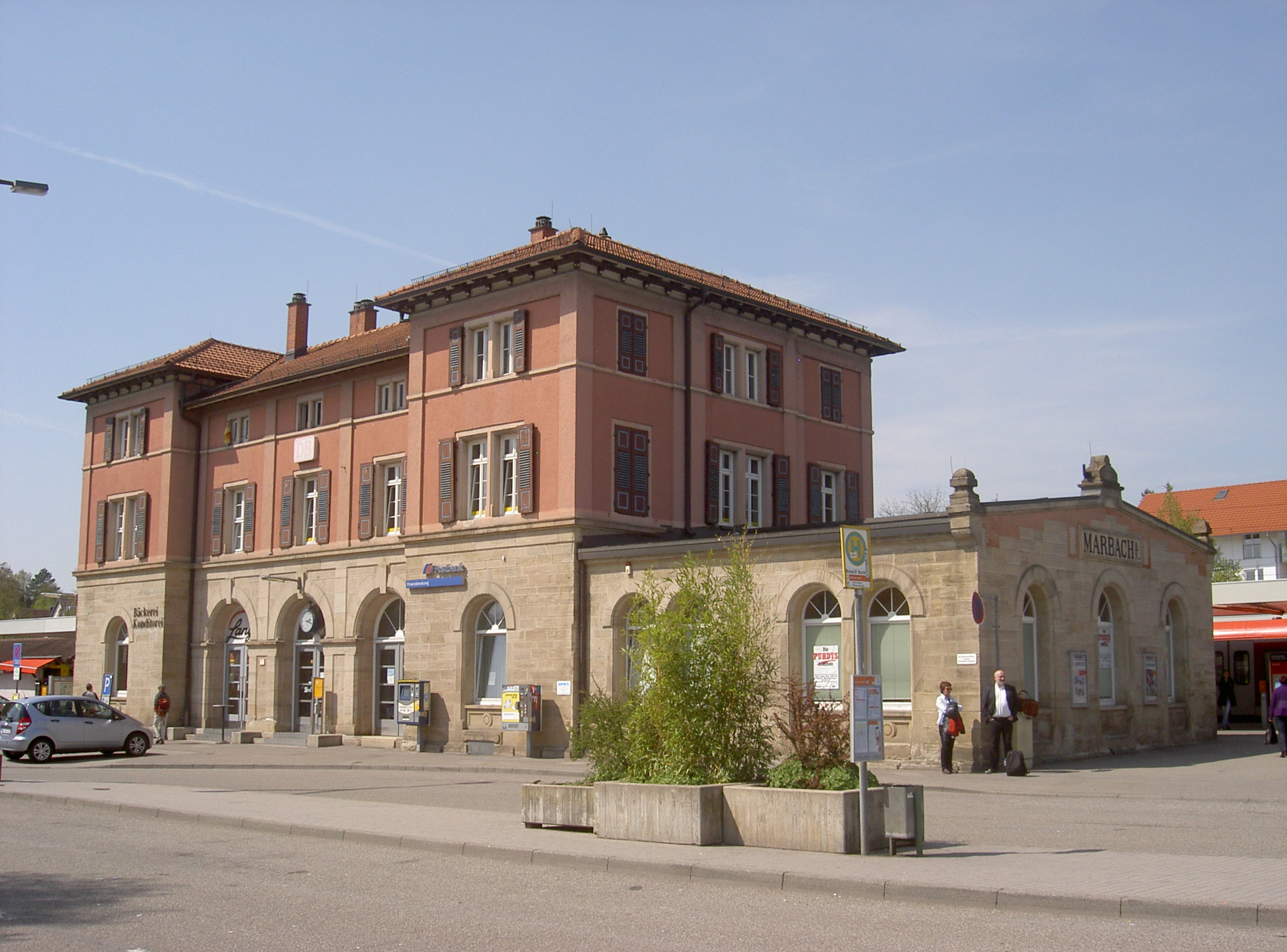
マールバッハ駅

マールバッハは、シュトゥットガルト - ルートヴィヒスブルク - ハイルブロンのラインに沿ったこの地域の主要な交通路から離れて位置しており、交通網への接続はあまり良好でない。
マールバッハは、鉄道バックナング - ルートヴィヒスブルク線沿いに位置している。シュトゥットガルトSバーンのS4号線（バックナング - マールバッハ - シュトゥットガルト＝シュヴァープシュトラーセ）が30分間隔で、利用者の多い時間帯には15分間隔で運行している。この列車はルートヴィヒスブルク、バックナング、シュトゥットガルトに直接乗り入れており、これを使うとシュトゥットガルト中央駅まで 27分で到着することができる。
貨物列車も運行するこの路線上の東側にエルトマンハウゼン駅があるが、マールバッハの飛地であるリーリングスハウゼン地区からは約 3 km 離れている。
1968年までマールバッハは、バイルシュタインを経由してハイルブロン南駅へ向かう狭軌鉄道ボットヴァールタール鉄道の終点であった。この他市内には、マールバッハ発電所への引き込み線があるが、この路線は貨物列車のみが利用している。
VVS のバス路線がマールバッハと周辺の町（リーリングスハウゼンを含む）とを結んでおり、ルートヴィヒスブルク、バイルシュタイン、バックナング、ヴィネンデンまで運行している。ジーゲルハウゼン地区は、バス路線網に接続していない。
旧市街の真向かいにベニンゲンへの歩行者専用橋がある。この橋はネッカー川左岸をルートヴィヒスブルクへ向かう自転車道に接続している。
マールバッハは、近隣の町と州道や郡道で結ばれている。最寄りのアウトバーンは A81号線で、プライデルスハイム・インターチェンジまでは約 5 km の距離にある。マールバッハにとって最も重要な道路が、ネッカータール方面のルートヴィヒスブルクと北のボットヴァールタールとを結ぶ州道 L1100号線である。L1124号線はリーリングスハウゼンを経由してバックナング方面へ、L1127号線はアファルターバッハを経由してヴィネンデンに通じている。マールバッハからポッペンヴァイラーやエルトマンハウゼンへ、リーリングスハウゼンからハルトヴァルトを通ってクラインアスパハへ小さな通りがある。ジーゲルハウゼンは、アファルターバッハとホーホドルフとの間の街道から外れた場所にある。さらに農道がこの集落とビッテンフェルトとを結んでいる。ネッカー川に架かる道路橋はマールバッハ付近にはない。最寄りの道路橋は、約 1.5 km 離れたベニンゲン付近にある。
現在の道路網は歴史的発展の産物である。現在は交通量の穏やかな旧市街の中を、中世にはあらゆる方向への街道が通っていた。ウンテーレ門からムルやベニンゲンへ（現在のボットヴァールタール通り）あるいはシュタインハイムへ（現在のアム・アルテン・マルクト通り）、オーベーレ門からリーリングハウゼン、エルトマンハウゼン、アファルターバッハ、ポッペンヴァイラーへの街道が通っていた。リーリングスハウゼンへの街道は、シュヴェービッシュ・ハルに通じていたため「塩街道」と呼ばれていた。この街道は現在も、中世にアムトの中心地であったマールバッハを支える役割を担っていたシュヴァイス橋と呼ばれる橋でムル川を渡る。ポッペンヴァイラーへ向かう道は、中世にはシュトゥットガルト方面への幹線道路であった。ルートヴィヒスブルクが成立し、1724年にネッカーヴァイインガー橋が建設された後、ネッカー門からネッカーヴァイインゲンに向かう谷に下るルートヴィヒスブルガー通りが設けられた。1873年に旧市街南側のグラーベン通りが、1889年にウンテーレ門と駅とを結ぶシラー通りが建設された。旧市街の麓のネッカー川沿いを通るバイパス道路はネッカー川改修後の1954年に建設された。

### 役所、裁判所、公的機関
マールバッハは下級中心に指定されている。この街は、マールバッハ、アファルターバッハ、エルトマンハウゼン、ベニンゲンからなる市町村行政連合の本部所在地である。
マールバッハには区裁判所が存在する。この裁判所はシュトゥットガルト上級地方裁判所管区ハイルブロン地方裁判所管区に属す。
旧市街と向かい合う北側斜面に、約100床の病院がある。これは、クリニーク・ルートヴィヒスブルク＝ビーティヒハイム gGmbH が運営する郡内に5つある病院の1つである。現在の建物は1908年に完成したもので、それ以前はヴィルダームート通りの小さな病院であった。
マールバッハとリーリングスハウゼンには基礎課程学校が1校ずつあり、マールバッハにはこれに加えて養護学校（ウーラントシューレ）がある。市の南部にある学校センターには本課程学校（トビアス＝マイヤー＝シューレ）、アンネ＝フランク実科学校、フリードリヒ＝シラー＝ギムナジウムがある。このギムナジウムは2007年ドイツ学校賞を受賞した。学校センターのすぐ隣には1998年3月に完成した青年文化ハウス「プラネット-X」もある。クリストフィーネ自由学園は、宗教に依存しない公共の基礎課程学校である。
本市はマールバッハ＝ボットヴァールタール音楽学校に参画している。その本社はシュタインハイム・アン・デア・ムルにある。シラー市民大学ルートヴィヒスブルクはマールバッハに分校を有している。この他にリーリングハウゼンに分館を持つ市立文書館と市立図書館がある。
1986年に開館した老人施設シラーヘーエは、120人の老人に住む部屋と介護を提供している。

### メディア
マールバッハでは、「マールバッハー・ツァイトゥング/ボットヴァールタール・ボーテ」が日刊紙として刊行されている。この新聞の主な出資者は、2003年以降「シュトゥットガルター・ナハリヒテン」で、この新聞の全国面を制作してもいる。これに対してローカル面は「シュトゥットガルター・ツァイトゥング」のルートヴィヒスブルク編集局と共同で制作されており、これが同時に「シュトゥットガルター・ツァイトゥング」のマールバッハ版の地方面となる。ローカルニュースに関しては、マールバッハ市の広報紙やルートヴィヒスブルク郡の広報紙もある。マールバッハはこの他に、やはり地元の出来事を報道するう「ルートヴィヒスブルガー・クライスツァイトゥング」の配布地区になっている。
マールバッハー・ツァイトゥングは1845年に初めて刊行されたが、1925年までは「デア・ポスティロン」という名前であった。国家社会主義政府の命令によりマールバッハ郡の別の新聞「ボットヴァールタールボーテン」および「ショッツァハテラー」と統合され、1936/37年に「NS-クライスツァイトゥング」と改名されたが、郡行政府の要請により元に戻された。この新聞は1941年に戦争のため休刊となり、1949年に刊行が再開された。

### 経済
マールバッハには（2019年現在）約5,400人の社会保険支払い義務のある労働者が住んでいるが、その約 85 % が市外で働いている。同時に約2,750人が通勤してきており、マールバッハには約3,8,900人分の職場がある。マールバッハは本格的な工業に発展しておらず、中小企業が大勢を占めている。木工業、家具・皮革産業が伝統的な産業である。多くの企業が中核市部の東側の鉄道沿いに立地している。発電所付近に新しい産業地区が形成されている。
この街の比較的大きな企業としては、たとえば BBP 合成樹脂マールバッハ・バイアー  GmbH がある。この会社はマールバッハに本社を置いている。様々な支社を合わせた従業員数は500人である。また、万力などの固定工具製造業のハインブーフ GmbH もある。キルヒベルク・アン・デア・ムルへの街道沿い、ヴァイデンバッハタールの入り口に、大きな採石場がある。
ルートヴィヒスブルク貯蓄銀行は、市内に3つの支店と2箇所のATM支店を運営している。マールバッハは、13支店と1箇所の顧客センターを下部組織とする地域管理部門の所在地である。

### マールバッハ発電所

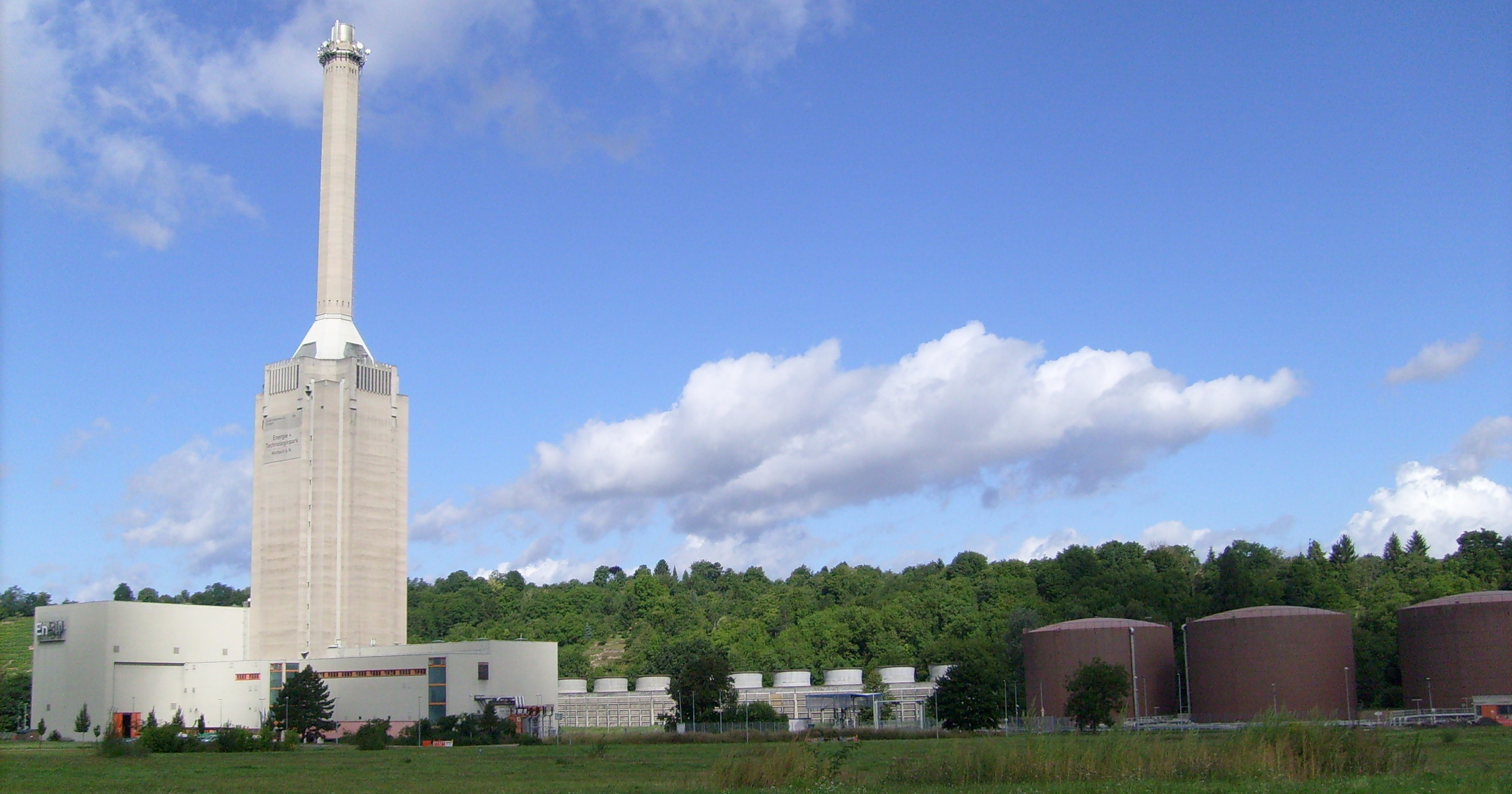
マールバッハ発電所

マールバッハからネッカー川を約2.5 km 遡った場所に、産業地区マールバッハ・アム・ネッカー・エネルギーおよびテクノロジーパーク、通称「パワーパーク」がある。この敷地内では、かつて4つあった発電所のうち3つが稼働を続けており、マールバッハ最大の雇用主となっている:
- 水門前の水力発電所は、マールバッハ旧市街の麓に現存するマールバッハで最初の発電所に替わるものとして、1938年から1941年に建設された。この発電所は2基のカプラン水車を備えており、3 MW の出力を持つ。運営は、当初はシュトゥットガルト市技術局 (TWS) が行っていたが、1997年にネッカーヴェルク・シュトゥットガルト (NWS) に移管され、最終的には2003年に EnBW がこれを引き継いだ。
- 石炭火力蒸気発電所は、水力発電所と一緒に建設され、初めはシュヴァーベン・エネルギー供給 (EWS)、1997年からは EnBW の一部が運営された。この発電所は、1941年に最初の建設部分が開業していたが、1952年に完成したもので、出力 100 MW は当時ヴュルテンベルク最大の発電能力であった。このブロック I は1981年に稼働停止した。それ以前から冷却槽のみが運用されていた。遺された施設は保護文化財に指定されている。
- 1970年に重油を燃焼させるガスタービン発電所マールバッハ II が運用開始された。出力 130 MW のこの施設は、現在ではピーク時にのみ発電を行っており、補助発電として利用されている。
- 1974年、元々中規模発電を企図した重油燃焼型ガス・蒸気複合発電所マールバッハ III が運用開始された。石油危機のためピーク時のみに利用されていた蒸気部分は1998年に運用停止となり、現状保存となった。このため、このブロックはブロック II と同様にガスタービン発電所として稼働していた。ところが2005年1月1日、蒸気部分が再稼働された。これ以後、ブロック III は出力 265 MW で周辺広範囲の電力生産を行っている。高さ 160 m の煙突は、狭い谷の中では遠くから観ることができる。この建物ではときどき救難訓練が行われている。

現在も稼働しているブロック II とブロック III は、あわせて 395 MW の出力を有している。この発電所は、安全保障地区に属しており、このため常に整備が行われている。EnBW の組織上、この発電所はハイルブロン管区に属している。
2000年に、発電所の敷地に面積 17 ha の産業パークが設けられ、様々な企業が進出した。燃料電池発電所を誘致する試みは失敗した。土地利用計画の変更に伴い、発電所西側の発電所拡張用地は、21 ha から 1.5 ha に縮小された。しかし、南ドイツ天然ガスパイプライン建設と関連して長期間にわたって検討を重ねていた新たな天然ガス発電所をマールバッハに建設するために、広い発電所拡張用地の戦略的立地保全案がEnBWによって再び申請された。
マールバッハ最初の発電所は、旧市街の麓の旧ミューレンフィールテル（直訳: 水車地区）に建設された。建設したのは、ここで電力を生産していたシュトゥットガルト市であった。マールバッハ自身は1906年に電力網に接続した。この水力発電所は、当時存在していた水車用の水路から水を引いていた。4つのフランシス水車を備えており、出力は 800 kWであった。1938年にネッカー川の河川改修によって流路が変わったことで、この発電所の立地条件が失われ、1938年10月1日に閉鎖された。この発電所の建物は現在も遺されており、当時の水路には現在バイパス道路が通っている。

### 農業とワイン造り
マールバッハ市域内の農業用地は 940 ha で（2016年現在）、このうち 716 ha が耕作地、144 ha が緑地（牧草地）、44 ha が果樹園、34 ha がブドウ畑である。
ワイン造りは、2つの同業者組合がコーディネイトしている。マールバッハと周辺ワイン製造業者組合 eG は、マールバッハおよび周辺地区であるアファルターバッハ、バイインゲン、ベニンゲン、エルトマンハウゼン、ホーエネック、ムル、ネッカーヴァイインゲン、ポッペンヴァイラーの約 300軒が加盟している。この組合加盟者の作付面積は 74 ha で、70 % がトロリンガー種のブドウを栽培している。これに対して、リーリングスハウゼン地区のワイナリーはウンテーレス・ムルタール・ワイン製造業者組合 eG に加盟している。この組合には、キルヒベルク・アン・デア・ムルおよびシュタインハイム・アン・デア・ムルの業者も加盟している。100軒の業者が約 31 ha のブドウ畑で栽培を行っており、その 80 % が赤ワインのブドウである。
マールバッハとその地区の農業やワイン造りは、歴史的に長い伝統を有している。マールバッハは19世紀になるまで都市農民の街であり、リーリングスハウゼンとジーゲルハウゼンは農業を主体とする村であった。耕作は三圃制によって営まれており、耕作地は3つの「ツェルゲン」と呼ばれる区画に分割されていた。
1304年にマールバッハの市域のワイン山について初めて記録されている。しかし1301年の街の印章にはすでに植物が描かれており、おそらくブドウであると推測されている。その後ブドウ畑はネッカー川、ムル川、シュトレンツェルバッハ川、アイヒグラーベン川の斜面に広がっていった。1726年のマールバッハでは、1675モルゲンの耕作地、392モルゲンのブドウ畑、183モルゲンの牧草地が営まれていた。
19世紀末に街が中世の境界を越えて広がって行き、農業活動は街の周辺へと移っていった。1872年に 68 ha あったブドウ畑は、ブドウネアブラムシ被害や、その後の凶作、さらには多くのブドウ農家が第一次世界大戦で徴兵されたことにより 16 ha にまで劇的に縮小し、第二次世界大戦中にはわずか 9 ha の極小状態となった。第二次世界大戦後に採られた農業の集約化により、職業分野としての重要性が失われた。
マールバッハ農業地域協会（後に現在のルートヴィヒスブルク郡農民連合に統合された）は1839年に発足した。1895年にワイン製造業者協会が結成され、1950年に現在のワイン製造業者組合に移行した。南の街外れにある現在のケルター（ブドウ搾り所）は1970年に設けられた。
リーリングスハウゼンの農業発展は、マールバッハと同様の経緯をたどった。1769年には、825モルゲンの耕作地、176モルゲンの牧草地、145モルゲンのブドウ畑があった。ここでも1880年から1920年にワイン畑は縮小し、1934年には 19 ha となった。ワイン製造業者組合は1951年に設立された。1960年代に営農者の流出（移住）が起こった。1350年に初めて記録されたケルターは、以前から集落中心部から北に外れた場所にあったが、1990年代初めに改修され、これ以後郷土博物館が入居している。
ジーゲルハウゼンは、現在（21世紀初め）でも農業を主体とする小集落である。19世紀になるまではここにもケルターがあり、ワイン造りが行われていた。

### マールバッハとネッカー川

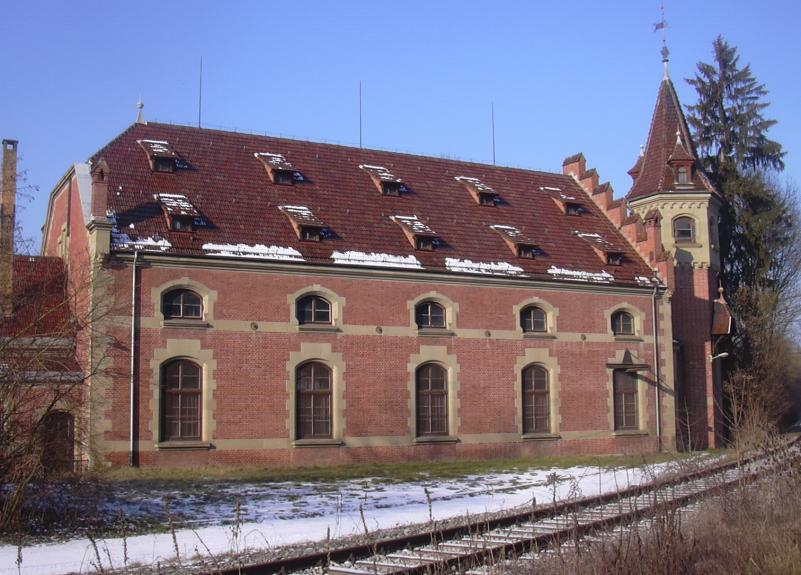
旧水力発電所

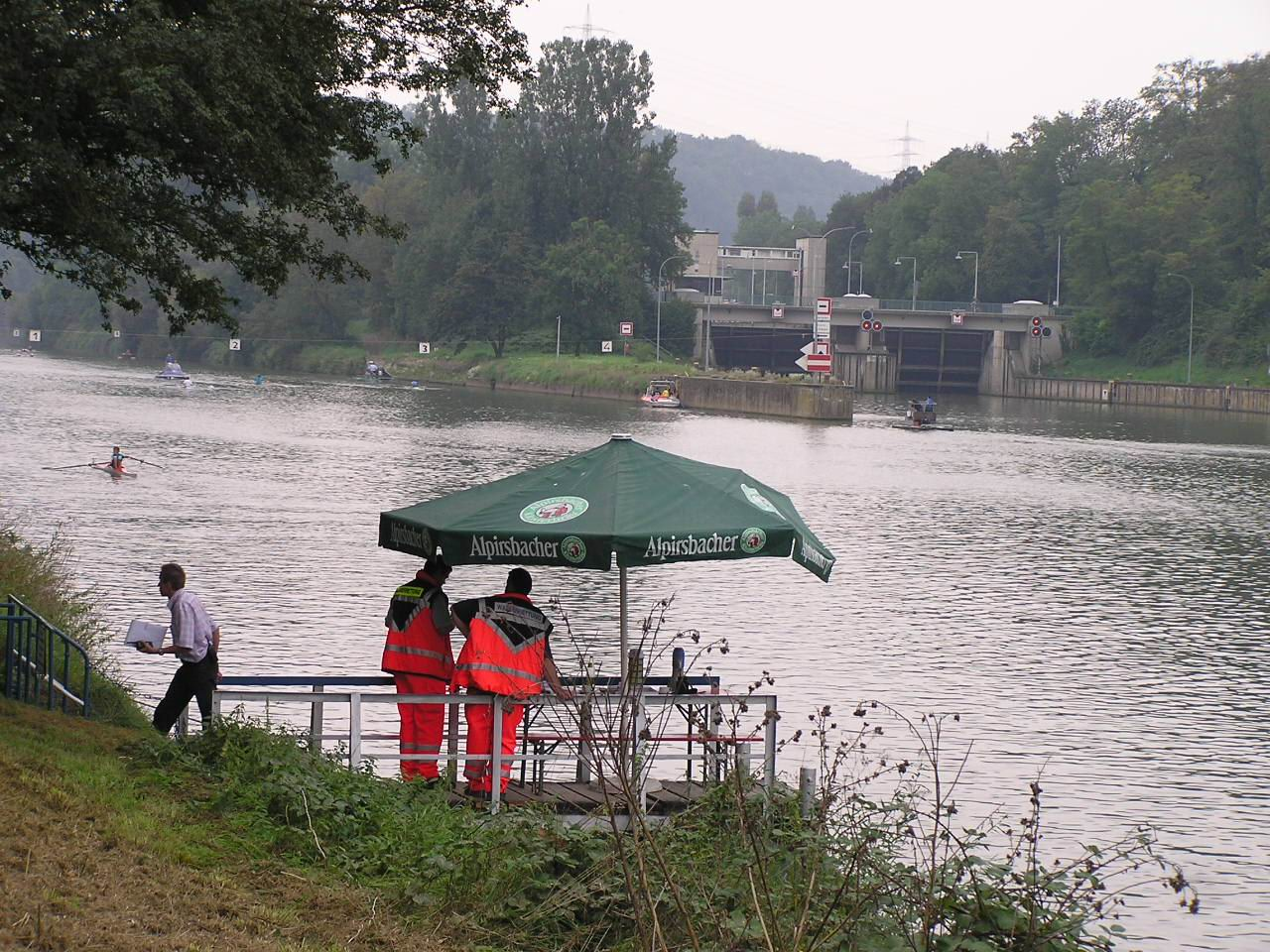
マールバッハ堰

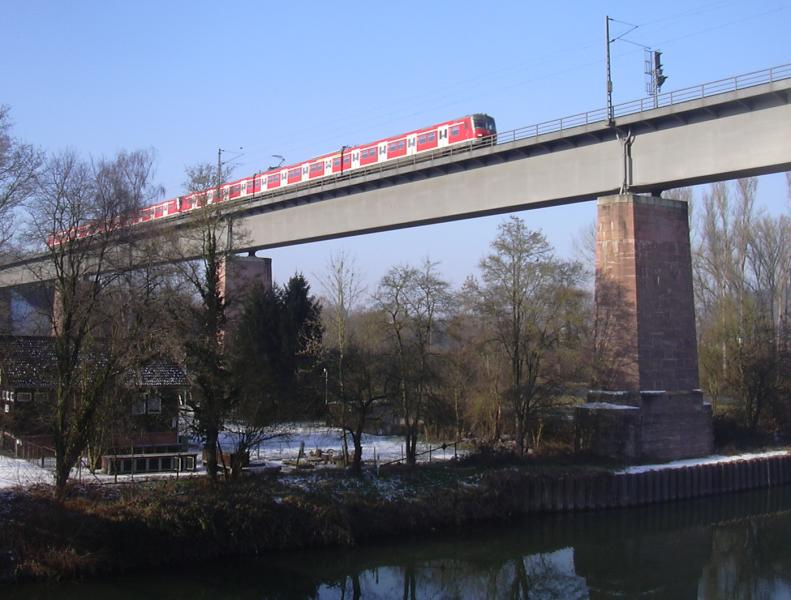
ネッカー川を渡る鉄道高架橋

ムル川の河口に近いネッカー川沿いという立地は、マールバッハの交通地理上および成立史上、大きな重要性を持つ。これらの条件からローマ時代にベニンゲン付近に城が築かれ、ネッカー川を渡る橋が架けられた。この橋が数世紀後にマールバッハ建設の核となった（#歴史の節参照）。ムル川河口にはローマ時代から船着き場が設けられていた。
ローマ時代の橋は9世紀または10世紀に崩壊し、再建されなかった。中世には、ネッカー川対岸への交通は渡し船によって維持されていた。16世紀からは下流側のベニンゲン付近に橋が架けられたが、マールバッハからは遠回りしてムル集落を経由して利用することになった。
ネッカー川の航行は、中世にはマールバッハにとってほとんど重要性を持たなかった。この街は水力を穀物水車の駆動力として利用した。水車は旧市街の麓にあり、1377年に初めて記述されている。この水車を稼働させるために、ネッカー川はアイヒグラーベンの高台で堰き止められ、水車用水路に分岐された。その水路は現在のバイパス道路にあたる。堰とシュトレンツェルバッハ川河口との間に3つの水路と川を隔てる中州（フィッシャーヴェルト、グローセ・シュタットヴェルト、ミュールヴェルト）があり、牧草地としても利用された。
ムル川も筏流しによって経済的重要性を帯びていた。街はこの権利を16世紀半ばに獲得した。木材は川を下ってハイルブロンへ送られ、後にはルートヴィヒスブルクへも建設資材や燃料として送られた。19世紀末のムル鉄道建設により、筏流しは消滅した。ネッカー川やムル川では19世紀になるまで漁業が行われていたが、重要性は低いものであった。
1847年、ベニンゲンの橋への行程を短縮するために、ムル川下流に橋が架けられた。これによってマールバッハの渡し船は重要性を失い、廃止された。1877年から1879年にマールバッハ自身の近くにネッカー川を渡る橋が架けられたが、これは鉄道橋であった。マールバッハの鉄道高架橋は、高さ 28 m、長さ 355 m でネッカー川を渡る。
19世紀に、ネッカー川沿いに水車が建設された。製材水車、搾油水車、染色用木材水車であった。1891年からシュトゥットガルト市がマールバッハの水利権と水車を買収した。水車は取り壊され、その場所に最初のマールバッハ水力発電所が建設された（#マールバッハ発電所の節参照）。
1930年代にネッカー川の航行可能化が着手された。これに伴い、1938年に堰が取り壊され、水車用水路が埋め立てられ、中州は岸と地続きになった。さらに、上流側で新たな発電所とマールバッハ堰の建設が始まった。マールバッハ側水路によって以前より南側にネッカー川の中州が形成された。必要な川のせき止めを形成するために、この工事計画と同時にマールバッハ堰も計画され、建設されることになっていた。しかし、第二次世界大戦の影響で完成したのは1950年代になってからであった。航行水路は、1955年にマールバッハ区間が開通した。1954年にかつての水車用水路にバイパス道路が建設された。それ以前は、南北の通り抜け交通が旧市街を通っていた。
第二次世界大戦終戦間際にマールバッハ鉄道高架橋が爆破されたため、マールバッハの人々は毎日上流側へ迂回して、ベニンゲンの鉄道駅を使って通勤しなければならなかった。この経路を短縮するためにネッカー川に歩行者専用橋が架けられた。この橋は現存している。高架橋自体は1947年11月に完成し、鉄道運行が再開された。
マールバッハ近辺のネッカー川の川幅は 40 m（歩行者専用橋付近）から約 100 m（マールバッハ堰付近）である。

### ライフライン

#### 電力
マールバッハの電力供給は1906年に始まった。中核市区の電力網は EnBW レギオナル AG が、リーリングハウゼン地区のそれは Syna GmbH が運営している。

#### ガス
1928年にガス供給網が設けられた。ガス供給網は中核市区だけに設けられており、シュタットヴェルケ・ルートヴィヒスブルク＝コルンヴェストハイム GmbH が運営している。

#### 上水道
1896年に浄水場が建設され、上水道が敷設された。20世紀初めに工業化に伴い水の需要が増大したため、新しい浄水槽が建設され、市外の水源開発が行われた。1945年以後ネッカータールに2箇所の水源が掘削された。1969年に州の上水道と接続された。本市は、最終的に、州の上水道から水を引いている。

#### 下水道
ヘンデンミューレ汚水処理目的連合は、マールバッハ、ムル、シュタインハイム、グロースボットヴァール、エルトマンハウゼン、ベニンゲンの排水浄化を担当している。

#### 塵芥処理
塵芥処理は、ルートヴィヒスブルク郡の 100 % 子会社のルートヴィヒスブルク郡塵芥処理会社 (AVL) が行っている。AVLは、ルートヴィヒスブルク郡の委託を受けてゴミの削減、再利用、廃棄といった処理を行っている。

## その他
- マールバッハ出身の学生たちは、1849年にテュービンゲン学生連合「ランツマンシャフト・スコットランド」を結成した。
- 1905年に発見された小惑星マールバッヒアは、この街にちなんで命名された。

## 人物

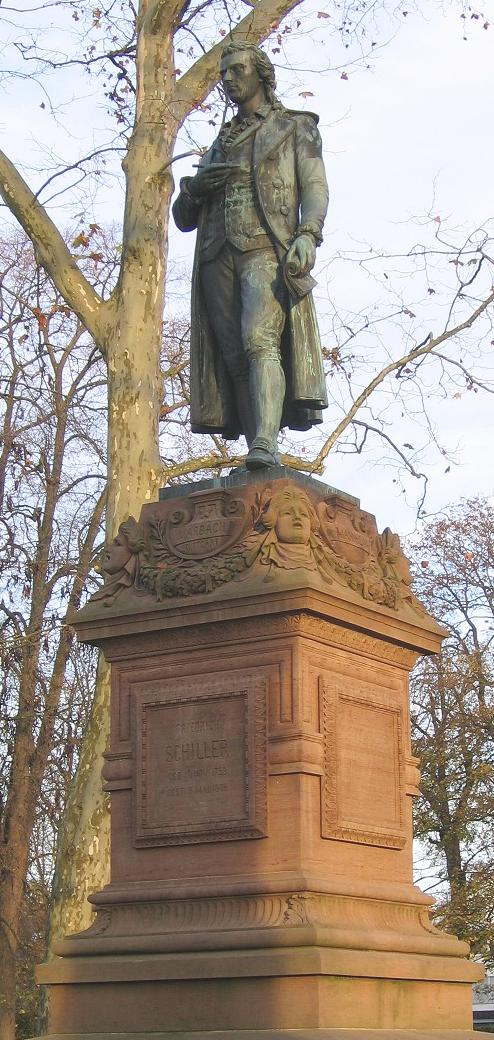
マールバッハのシラー記念碑

### 出身者
- ブルクハルト・ダーフィト・マウヒャルト（ドイツ語版、英語版）（1696年 - 1751年）医師
- トビアス・マイヤー（1723年 - 1762年）地理学者、地図制作者、天文学者、物理学者、数学者
- フリードリヒ・フォン・シラー（1759年 - 1805年）詩人
- カール・ゲオルク・フォン・ヴェヒター（1797年 - 1880年）法律家
- イリング・フェッチャー（1922年 - 2014年）政治学者。カール・マルクスの研究で知られる。
- ロルフ・ガイガー（ドイツ語版、英語版）（1934年 - ）サッカー選手
- ボリス・フォン・スメルチェック（1968年 - ）作家
- フィリップ・ハイドン（ドイツ語版、英語版）（1988年 - ）バスケットボール選手

### ゆかりの人物
- オッティリー・ヴィルダームート（ドイツ語版、英語版）（1817年 - 1877年）作家。少女時代にマールバッハで暮らした。
- クルト・ピントゥス（ドイツ語版、英語版）（1886年 - 1975年）作家、ジャーナリスト。晩年をマールバッハで暮らした。

## 参考図書
- Albrecht Gühring et al. (2002). Geschichte der Stadt Marbach am Neckar Bd. 1 (bis 1871). Ubstadt-Weiher: Verl. Regionalkultur. ISBN 978-3-89735-189-9
- Albrecht Gühring (2004). Marbach am Neckar. Ein Führer durch die Schillerstadt und ihre Stadtteile (2 ed.). Scheufele. ISBN 978-3-923107-13-1
- Albrecht Gühring et al. (1996). Rielingshausen. Vom fränkischen Adelssitz zum Marbacher Stadtteil. Marbach am Neckar
- Ulrich Hartmann, ed (1994). Der Kreis Ludwigsburg (2 ed.). Stuttgart: Konrad Theiss Verlag. ISBN 978-3-8062-1055-2
- Sönke Lorenz, Peter Rückert, ed (2013). Wirtschaft, Handel und Verkehr im Mittelalter. 1000 Jahre Markt- und Münzrecht in Marbach am Neckar. Tübinger Bausteine zur Landesgeschichte. 19. Ostfildern
- Hermann Schick (1992). Geschichte der Stadt Marbach am Neckar Bd. 2 (1871–1959). Marbach am Neckar
- Karsten Preßler (2018). “Endlich fast fertig. Zur Instandsetzung der Evangelischen Stadtkirche in der Schillerstadt Marbach” (9.8). Denkmalpflege in Baden-Württemberg ((3|2018)):  191-199.

これらの文献は、翻訳元であるドイツ語版の参考文献として挙げられていたものであり、日本語版作成に際し直接参照してはおりません。

## 訳注
1. ↑  蛇行部外側の斜面で、一般に内側（滑走斜面（ドイツ語版、英語版））に比べて勾配は急になる。
2. ↑  マールバッハ馬飼育場はこの街ではなく、南に直線距離で 60 km 以上離れたロイトリンゲン郡ゴマディンゲンのマールバッハ・アン・デア・ラウター地区にある。
3. ↑  シュヴェービッシュ・ハルは製塩で栄えた街である。